# Luiz Inácio Lula da Silva
Pour les articles homonymes, voir Silva.
« Lula » redirige ici. Pour les autres significations, voir Lula (homonymie).
Luiz Inácio Lula da Silva (/luˈiz iˈnasju ˈlulɐ dɐ ˈsiwvɐ/ ), souvent appelé « Lula » ou « Lula da Silva », est un homme d'État brésilien, né le 27 octobre 1945 à Caetés (Brésil). Figure historique du Parti des travailleurs (PT), il est président de la république fédérative du Brésil de 2003 à 2011 et depuis 2023.
Ouvrier métallurgiste de profession, il participe en 1980 à la fondation du Parti des travailleurs, mouvement d'inspiration socialiste, dans un contexte de grèves et d'opposition à la dictature militaire. Au cours de la décennie, le PT devient une formation de premier plan de la vie politique brésilienne. En 1989, après la fin de la dictature, Lula s'incline au second tour de l’élection présidentielle face à Fernando Collor (PRN), réunissant 47 % des voix. À nouveau candidat en 1994 et 1998, il est éliminé dès le premier tour par Fernando Henrique Cardoso (PSDB).
Finalement élu président de la république fédérative du Brésil lors de l'élection présidentielle de 2002 face à José Serra (PSDB) avec pour colistier à la vice-présidence le centriste José Alencar, il est réélu en 2006 en l'emportant une nouvelle fois sur le candidat du PSDB, cette fois-ci Geraldo Alckmin. Lors de ces scrutins, Lula réunit respectivement 61,3 % et 60,8 % des suffrages exprimés au second tour.
Au palais du Planalto, il met en place des programmes sociaux d'importance – notamment la Bolsa Família et Fome Zero –, améliore sensiblement la situation économique du pays dans la lignée de son prédécesseur et s'implique dans les questions internationales, comme pour l'obtention d'un siège au Conseil de sécurité de l'ONU. Ses deux mandats sont également marqués par des scandales politico-financiers qui abîment l'image de son parti et de ses gouvernements. La Constitution lui interdisant de se représenter pour un nouveau mandat consécutif, il apporte son soutien à Dilma Rousseff, qui remporte le scrutin présidentiel de 2010 grâce notamment à la popularité record de Lula.
En 2016, alors qu'il est soupçonné de corruption et de blanchiment d'argent dans l'affaire Petrobras, Lula est nommé ministre de la Maison civile par Rousseff, mais cette nomination controversée est aussitôt suspendue par la justice. Deux ans plus tard, il est condamné à douze ans de prison. Désigné candidat du PT à l'élection présidentielle de 2018, il est emprisonné et déclaré inéligible, avant d'être condamné dans une autre affaire. En 2019, il est libéré à la suite d’un recours. En 2021, le Tribunal suprême fédéral fait état d'une partialité du juge Sergio Moro et annule ses deux condamnations pour « vice de forme ».
Cette décision permet à Lula de se présenter à l’élection présidentielle de 2022, avec son ancien adversaire de droite Geraldo Alckmin à la vice-présidence. Il l’emporte au terme du scrutin présidentiel le plus serré de l’histoire du Brésil, obtenant 50,9 % face au président sortant d’extrême droite, Jair Bolsonaro. Il est la deuxième personne ayant exercé cette fonction le plus longtemps après Getúlio Vargas et le premier après Vargas à revenir au pouvoir, ainsi que le premier à être victorieux face à un président sortant souhaitant être réélu. Cependant, sa coalition est très minoritaire à la suite des élections parlementaires concomitantes.
Après avoir formé un gouvernement avec le « grand centre » et fait face à l'invasion de la place des Trois Pouvoirs, il axe sa politique sur les questions environnementales, suspend la privatisation de compagnies publiques et augmente le salaire minimum. À l'international, dans le cadre de la guerre russo-ukrainienne, il condamne l'invasion russe mais refuse de sanctionner cette dernière ou de livrer des armes à l'Ukraine, et demande à celle-ci de renoncer à la Crimée, plaidant pour une paix négociée.

## Situation personnelle

### Origines
Né le 27 octobre 1945 (officiellement le 6 octobre) dans le village de Caetés (État du Pernambouc, région Nord-Est), il est le septième et avant-dernier enfant d'Aristides Inácio da Silva (1913-1978) et d'Eurídice Ferreira de Mello (1915-1980), connue sous le nom de Lindu, un couple d'agriculteurs analphabètes. Sa mère est particulièrement pieuse et descend de grands-parents italiens.
Conformément à la tradition des pays lusophones, il reçoit comme double nom l'un des deux noms de sa mère, « Ferreira », suivi de l'un des deux noms de son père, « [da] Silva » : il est donc déclaré à sa naissance « Luiz Inácio Ferreira da Silva ». Comme de nombreux « Luiz » au Brésil, il est surnommé « Lula », diminutif hypocoristique de Luiz (et homographe du mot qui signifie calamar en portugais). En 1982, il intègre ce surnom à son nom de famille sur les registres de l'état civil: son nom complet devient ainsi « Lula da Silva ». Son surnom officialisé sert à le désigner de façon abrégée, le patronyme « [da] Silva » étant extrêmement courant.

### Jeunesse
Sa famille est de condition très modeste, peinant notamment à avoir accès à l'eau potable. Occupée par l'éducation de ses enfants, la mère de Lula accepte de se faire aider dans les tâches ménagères par l'une de ses cousines, alors adolescente, Valdomira Ferreira de Góis, surnommée « Mocinha ». Cette dernière devient la maîtresse de son mari Aristides, dont elle tombe enceinte en 1945, en même temps que Lindu,.

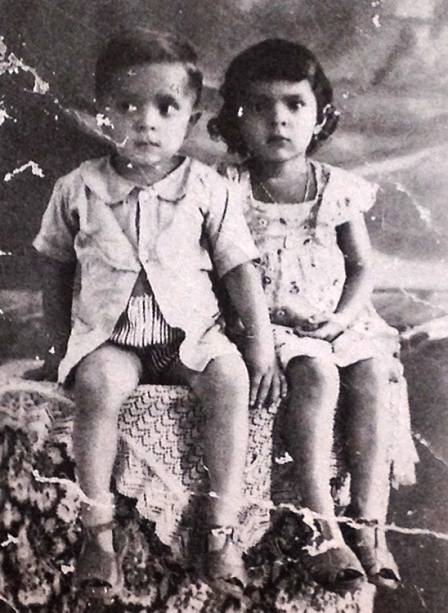
Lula et sa sœur Maria en 1949.

Cette même année, à quelques jours de la naissance de Luiz, au prétexte de fuir la misère de la campagne de sa région natale du Nord-Est (Nordeste), Aristides Inácio da Silva part s'engager comme docker dans le port de Santos, à 70 km de São Paulo, d'où il envoie de l'argent à Lindu, qui bénéficie en outre de l'aide de son frère Sérgio. Aristides emmène avec lui Mocinha, avec qui il aura dix enfants.
En 1950, à l’âge de cinq ans, Lula rencontre pour la première fois son père, revenu dans le Nord-Est avec deux fils nés de sa relation avec Mocinha. Son père met de nouveau Lindu enceinte, avant de quitter rapidement le foyer pour retourner dans le Sud-Est. Élevé avec ses frères et sœurs ainsi que des cousins, Lula est particulièrement proche de son frère aîné de quatre ans José, dit Frei Chico, qui l’initiera au syndicalisme.
Alors que le climat est devenu particulièrement rude dans le Nord-Est, Lindu rejoint son mari au port de Santos en décembre 1952, après treize jours de voyage (connu sous le nom de « pau-de-arara »). Les conditions de vie de la famille s'améliorent mais Aristides, qui partage sa vie entre ses deux femmes, devient arbitraire, alcoolique et violent. Lindu met au monde des jumeaux, qui meurent quelques jours après leur naissance.
En raison du caractère de son époux, Lindu décide finalement de le quitter et de s'installer avec ses enfants dans une maison en bois située près de la mer, avant de déménager à Vila Carioca, un quartier de la ville de São Paulo, en 1955. Lula et son frère Frei Chico vivent quelque temps avec leur père, au sein de leur deuxième famille. Par la suite, Lula ne revoit presque plus Aristides, enterré indigent, et n’apprend sa mort que quelques jours après l’enterrement.

### Vie privée et familiale
En 1969, Lula épouse Maria de Lourdes Ribeiro, une ouvrière du Minas Gerais, sœur de son meilleur ami, Jacinto Ribeiro dos Santos. Peu cultivée, celle-ci se montre réticente à son engagement syndical. En 1971, ayant contracté une hépatite avant la fin de sa grossesse, elle meurt des suites d’une césarienne, décidée par les médecins pour tenter de sauver la mère et l’enfant, un fils qui meurt également.
En 1974, Lula a une fille, Lurian, avec sa petite amie d'alors, Miriam Cordeiro. Les deux ne se sont jamais mariés et il ne commence à participer à la vie de sa fille que lorsqu'elle est déjà devenue une jeune adulte. La même année, Lula épouse Marisa Letícia Rocco Casa, une veuve, avec qui il a trois fils. Il a également adopté le fils de Marisa, issue du premier mariage de celle-ci. Lula et sa deuxième épouse sont restés mariés pendant plus de 30 ans, jusqu'à la mort de Marisa le 2 février 2017, des suites d'un accident vasculaire cérébral.
Toujours en 2017, il a rencontré et commencé une relation avec Rosângela da Silva, surnommée Janja, mais leur relation n'est devenue publique qu'en 2019 alors qu'il purgeait une peine de prison à Curitiba (Paraná), en raison d'accusations de corruption qui ont ensuite été abandonnées. Lula et Janja se sont mariés le 18 mai 2022.

## Carrière et syndicalisme

### Formation et débuts
Dans l'État de São Paulo, lorsque les deux familles de son père vivent ensemble, Lula effectue ses études au ‘’Grupo Escolar Marcílio Dias’’, malgré les réticences de son père.
« Sérieux mais parfois imprévisible », selon les termes de sa biographe Denise Paraná, Lula, tout comme sa fratrie, aide ses parents à subvenir à leurs besoins : il est d’abord vendeur à la criée dès l’âge de huit ans, puis effectue des petits travaux dans la rue (vendeur de nourriture, cireur de chaussures…) et devient livreur pour un pressing à 12 ans. En 1960, il décroche son premier emploi officiel, celui de téléphoniste pour les Magasins généraux Colúmbia, mais il se montre trop timide pour un tel poste,.
Toujours en 1960, à 15 ans, Lula commence à suivre les cours du Service national d’apprentissage industriel (SENAI), puis devient apprenti mécanicien dans l’entreprise métallurgiste Parafusos Marte. En 1962, alors qu’il effectue un stage, il s’enfuit lors d’un mouvement de grève qui fait des blessés. L’année suivante, en 1963, il obtient son diplôme de tourneur-mécanicien au SENAI.
En 1964, alors qu’il est embauché pour les veilles de nuit à l’usine Independência Metalúrgica, il travaille sur une fraiseuse lorsqu'un boulon cède et une presse vient s’écraser sur sa main, sectionnant une partie de son auriculaire gauche. Un médecin du travail ordonne alors son amputation du doigt. Cet accident lui vaut d’être indemnisé à hauteur de 350 000 cruzeiros, ce qui lui permet notamment d’acheter un terrain à la périphérie de São Paulo,,.
Il connaît une période de chômage en 1965.

### Engagement syndical

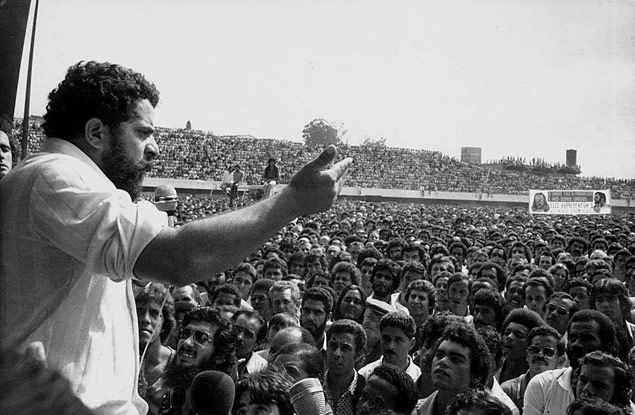
Lula dans une manifestation syndicale (1979).

Dans les années 1960, le Brésil connaît un boom économique, mais qui ne profite pas à la classe ouvrière. D'abord peu politisé, Lula s'engage dans le syndicalisme après un drame familial : la mort de sa femme en couches, avec leur premier enfant. Dévasté, il s'immerge dans l’action syndicale pour tenter d’oublier sa tragédie personnelle.
En 1967, ouvrier chez Indústrias Villares à São Bernardo do Campo, il adhère au Syndicat de la métallurgie, sous l’impulsion de son frère Frei Chico, militant au Parti communiste brésilien (PCB). En 1969, il devient secrétaire général suppléant du syndicat de São Bernardo do Campo et Diadema. Il accède à la présidence du syndicat en 1975.
Ses talents d'orateur et de négociateur sont remarqués et il s'impose comme une figure du syndicalisme brésilien, avec son épaisse barbe et ses cheveux en bataille. L'entreprise Volkswagen collabore avec la dictature militaire en lui transmettant des informations sur Lula et d'autres dirigeants syndicaux.
Ses prises de position lui valent alors quelques brefs séjours en prison sous le régime militaire. Sur sa première arrestation, il affirme avoir eu peur d'être « liquidé » par le pouvoir en place alors que son arrestation n'était pas officielle. Frei Beto ayant assisté à son arrestation chez lui et ayant appelé Dom Paulo, la nouvelle se diffusa rapidement à la radio.

## Parcours politique

### Lancement du Parti des travailleurs

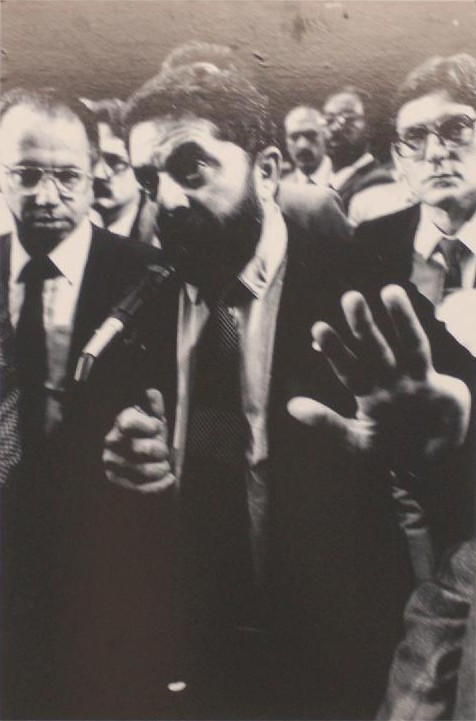
Luiz Inácio Lula da Silva, alors député fédéral (1989).

Luiz Inácio Lula da Silva décide de passer du syndicalisme à la politique en 1980 en fondant le Parti des travailleurs (Partido dos Trabalhadores), à une époque où le général João Figueiredo préparait lentement le pays au retour de la démocratie.
En 1982, il est une première fois candidat au poste de gouverneur de l'État de São Paulo, puis il commence à constituer ses propres réseaux d'influence en faisant élire ou nommer des militants de son parti dans les mairies, au parlement et dans les sphères des affaires de l'État.
En 1985, d'immenses manifestations populaires obligent le général João Figueiredo à rendre le pouvoir, et un civil, Tancredo Neves est élu président de la République, mais meurt 4 mois après son élection. Le vice-président José Sarney le remplace à la présidence et il impose un programme d'austérité économique et introduit une nouvelle monnaie pour tenter de contenir une inflation galopante qui se montera à 1000 % en 1989.
En 1986, Lula est élu député et rentre au Congrès. Il participe à la Constitution, mais renonce peu après.
Le 5 octobre 1988, une nouvelle Constitution plus démocratique est promulguée en remplacement de celle de 1969. Elle établit un régime présidentiel et le suffrage universel avec vote obligatoire. Elle met en place un Sénat (81 sénateurs élus pour huit ans), et une Chambre des députés (503 députés élus pour quatre ans).

### Figure de l’opposition de gauche

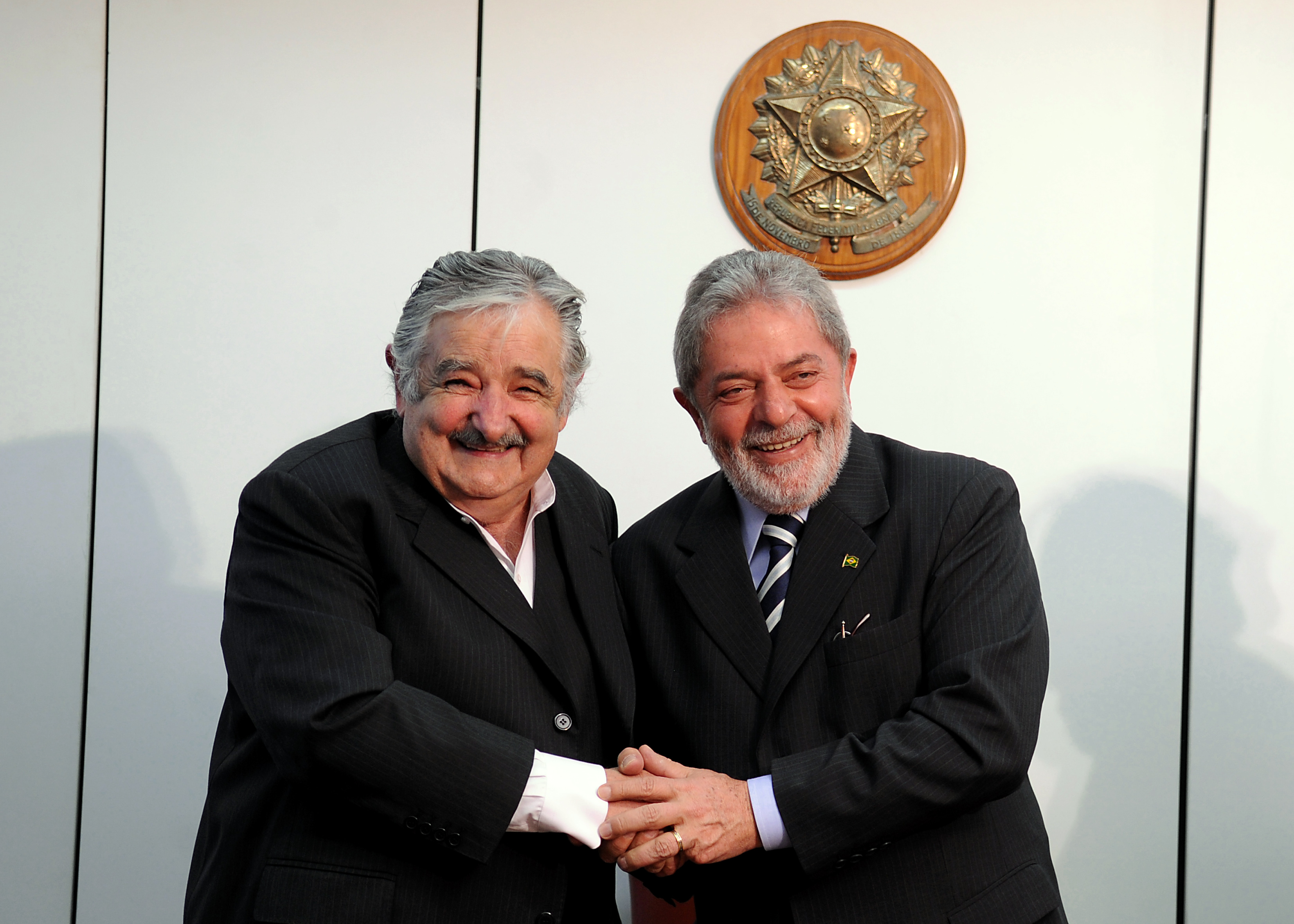
Luiz Inácio Lula da Silva avec José Mujica au palais du Planalto (2009).

En décembre 1989, se déroulent les premières élections démocratiques depuis trente ans. Lula se présente pour la première fois à la présidence de la République. À cette occasion, il décide de changer son image pour avoir plus de chance de réussite : il taille sa barbe et se fait refaire les dents. Cependant, il perd face à Fernando Collor de Mello, candidat soutenu par la plupart des médias et dont le budget de campagne atteint les 100 millions de dollars, qui devient le premier président de la République réellement élu par le peuple après 1960.
En 1994, le Brésil met en œuvre un nouveau plan d'austérité économique pour pallier les conséquences de la récession mondiale. Lula se présente une deuxième fois à la présidence. Fernando Henrique Cardoso est élu président de la République avec 54,3 % des suffrages exprimés, contre 27 % à Lula.
De violents affrontements éclatent entre 1995 et 1996 entre les propriétaires terriens et les sans-terres. Le président Fernando Henrique Cardoso fait alors redistribuer 1 000 km2 de terres de riches domaines privés pour les donner à plus de 3 600 familles pauvres, et autorise la reprise de terres attribuées aux Indiens.
En 1998, Lula se présente une troisième fois à la présidence, mais il est battu dès le premier tour. Son échec peut s'expliquer par un discours perçu comme trop radical et par la forte popularité du gouvernement sortant, qui bénéficie notamment d'une bonne situation économique. Confronté à un rejet important des « élites » économiques et d'une partie des classes moyennes, le Parti des travailleurs modère par la suite ses positions sur les thèmes du remboursement de la dette extérieure, de la réforme agraire, ou encore des traités de libre-échange.

### Première présidence de la République

#### Élection et investiture

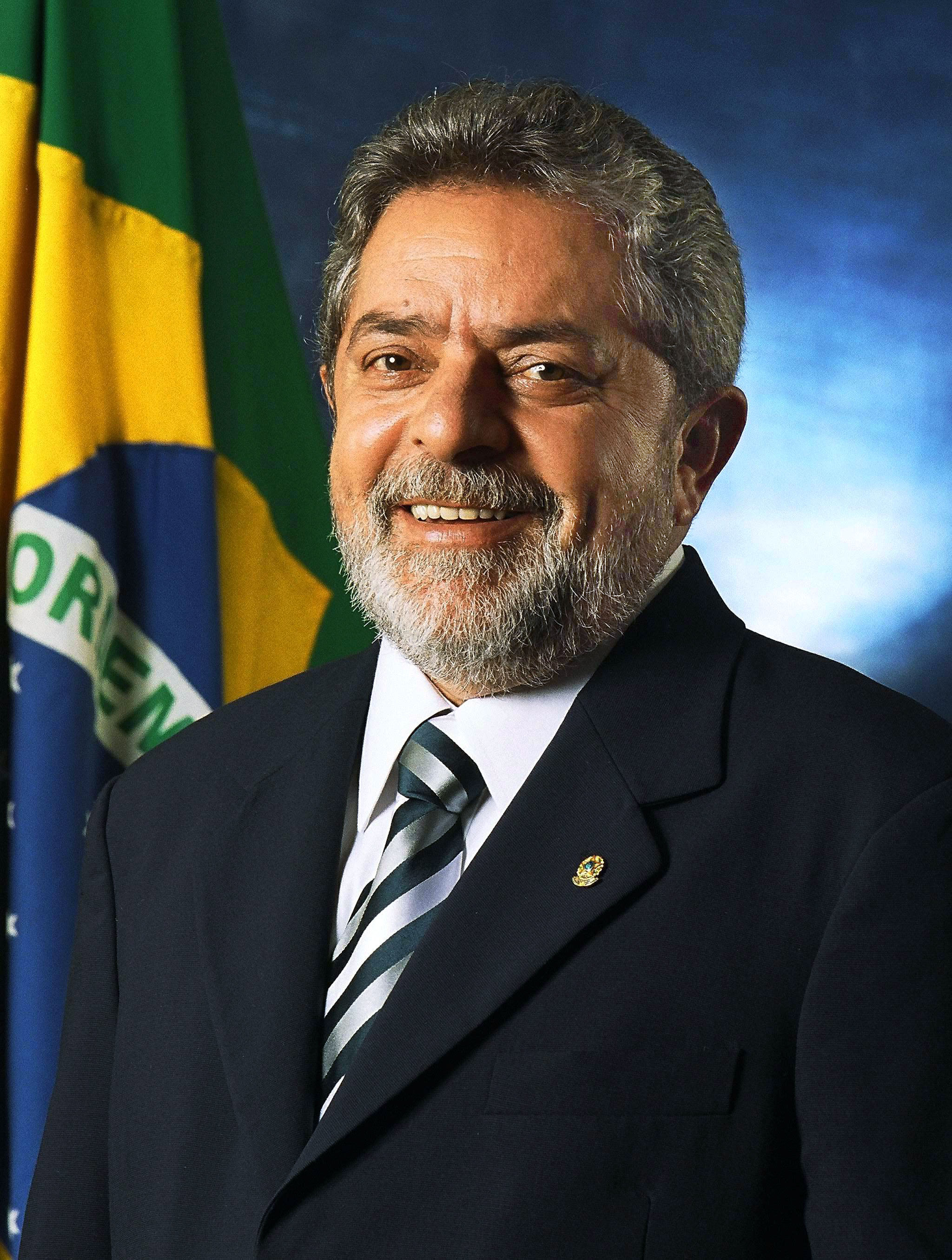
Portrait officiel de Lula en tant que président de la république fédérative du Brésil (2003).

Le 27 octobre 2002, Luiz Inácio Lula da Silva est élu président de la République au second tour de l’élection présidentielle, face à José Serra. Son colistier à la vice-présidence est le centriste José Alencar. Il prend ses fonctions le 1er janvier 2003.

#### Politique économique
Premier président brésilien de gauche, chantre de la démocratie participative expérimentée à Porto Alegre, il ne remet pas en question la rigueur budgétaire des années précédentes mise en œuvre par son prédécesseur, Fernando Henrique Cardoso, et accepte le code de conduite du Fonds monétaire international (FMI). Il est confronté à la difficulté de mettre en œuvre ses ambitions et aux espoirs qu'il a soulevés auprès de ceux qui l'ont soutenu et espèrent de lui des emplois, des écoles, une couverture sociale généralisée, l'amélioration du service public de l'éducation et de la santé. Lula poursuit la politique exigée par le FMI tout en militant, avec l'Argentine, pour un assouplissement. Il choisit comme ministre de l'Économie Antonio Palocci, ancien trotskiste converti à l'économie du marché, pour renforcer la crédibilité du Brésil et attirer les investissements étrangers.
Cependant, dans les rangs du PT autant que dans les populations des favelas, du Nordeste et dans les usines, l'impatience gronde, les méfiances s'accumulent et les premiers mouvements sociaux se font jour, menés par le Mouvement des sans-toit et le Mouvement des sans-terre. Les appels à la mise en œuvre de ses promesses électorales se multiplient. Fin 2003, les objectifs fixés par le FMI ayant été atteints, Lula annonce que la période de rigueur est arrivée à son terme. La reprise économique se confirme au Brésil à la fin du premier semestre 2004, avec l'augmentation de la production industrielle et la baisse du chômage.

#### Politique sociale

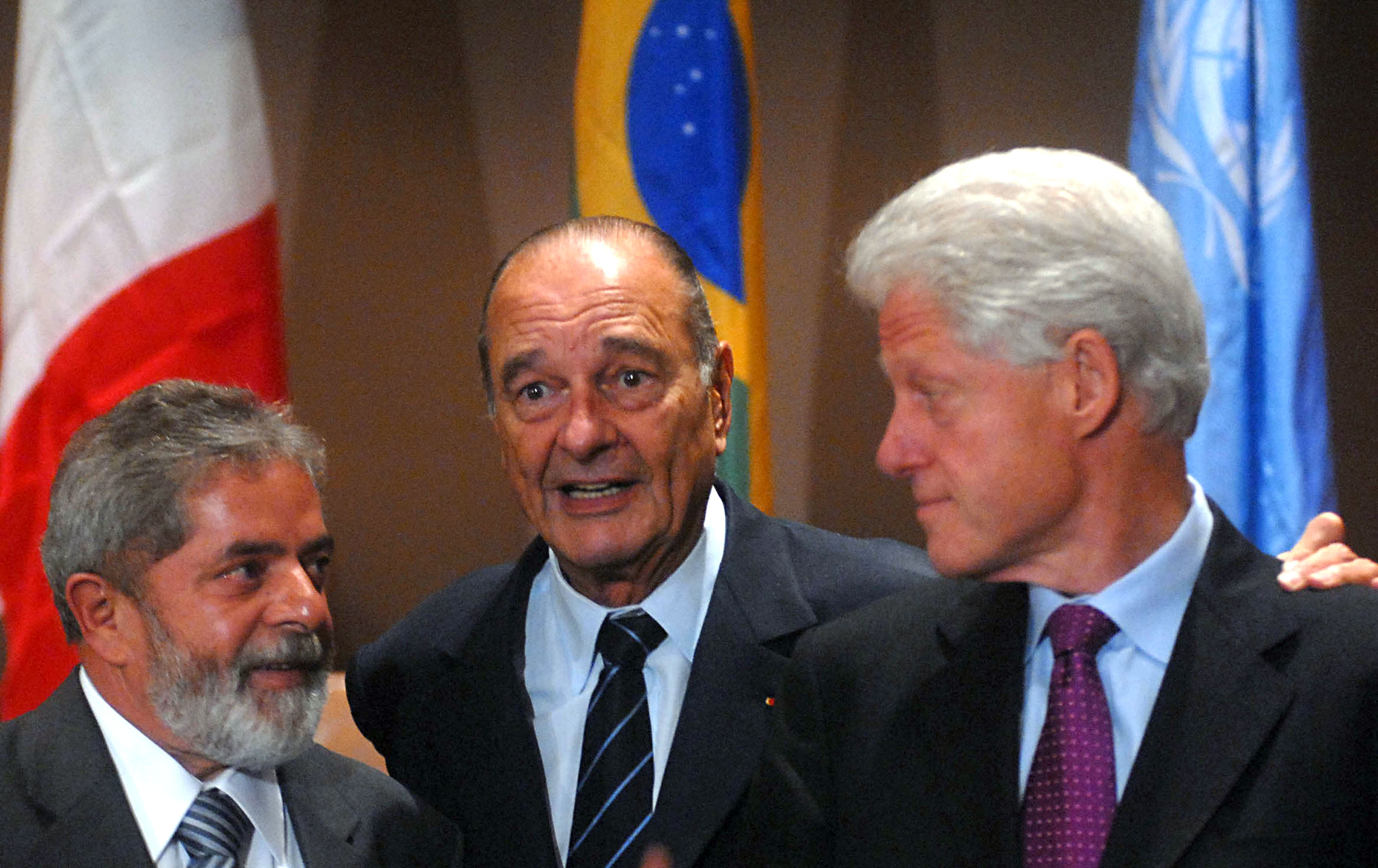
Luiz Inácio Lula da Silva avec Jacques Chirac et Bill Clinton (2006).

En 2003, Lula lance la « Bolsa Família », un programme d'allocations familiales considéré comme le principal pilier de sa politique de lutte contre la pauvreté. Le revenu des plus pauvres progresse de 14 % en 2004, la Bolsa Familia comptant selon les estimations pour les deux tiers de cette croissance. En 2004, il lance le programme des « pharmacies populaires », destinées à rendre accessible aux plus défavorisés les médicaments jugés essentiels. En 13 ans d'existence du programme (supprimé par le gouvernement conservateur de Michel Temer en 2017), 43 millions de Brésiliens en bénéficieront. En 2006, les disparités de revenus au Brésil sont ramenées à leur plus bas niveau depuis 1960 selon une étude de l'ONU, mais restent néanmoins très élevées.

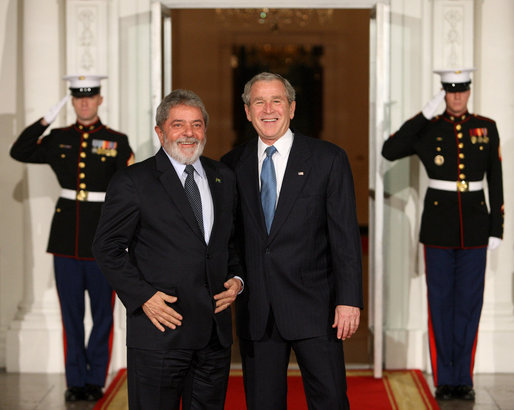
Luiz Inácio Lula da Silva avec George W. Bush à la Maison-Blanche (2008).

Il met en place le programme Fome Zero (« Faim zéro »), qui permet aux familles indigentes l’accès aux produits alimentaires de base, par le biais d’aides sociales. À l'été 2007, il débloque 2,6 milliards d'euros pour améliorer les conditions de vie dans les favelas (collecte d'eaux usées, raccordement à l'eau potable, à l'électricité, goudronnage des principales voies d'accès). La priorité est donnée aux grandes agglomérations urbaines, où les problèmes de logement et de violence sont cruciaux. Plus de 12 millions de Brésiliens vivent alors dans des favelas, en périphérie des villes, et seulement 53 % des domiciles brésiliens sont raccordés aux égouts.
Lula lance un programme d'aides au logement nettement supérieur par son ampleur aux politiques développées jusqu'alors. Plus de 15 milliards d'euros sont investis pour l'assainissement des eaux et l'urbanisation des favelas, et plus de 40 milliards dans le logement. En priorité, le gouvernement se propose de reloger les populations pauvres qui occupent les « zones à risques », sujettes aux inondations ou aux éboulements de terrains, puis d'étendre le réseau électrique, de lancer des travaux d'aménagement des rues et d'amélioration de l'habitat précaire. Le gouvernement entreprend de démocratiser l'accès au crédit immobilier.
Durant sa présidence, quelque trente millions de Brésiliens sont sortis de la pauvreté. La malnutrition a reculé de 70 % et la mortalité infantile de 47 %. En reconnaissance de ses résultats, le Programme alimentaire mondial (PAM) et l'Organisation des Nations unies pour l'alimentation et l'agriculture (FAO) lui décernent en mai 2010 le titre de « champion mondial dans la lutte contre la faim ».

#### Questions sociétales

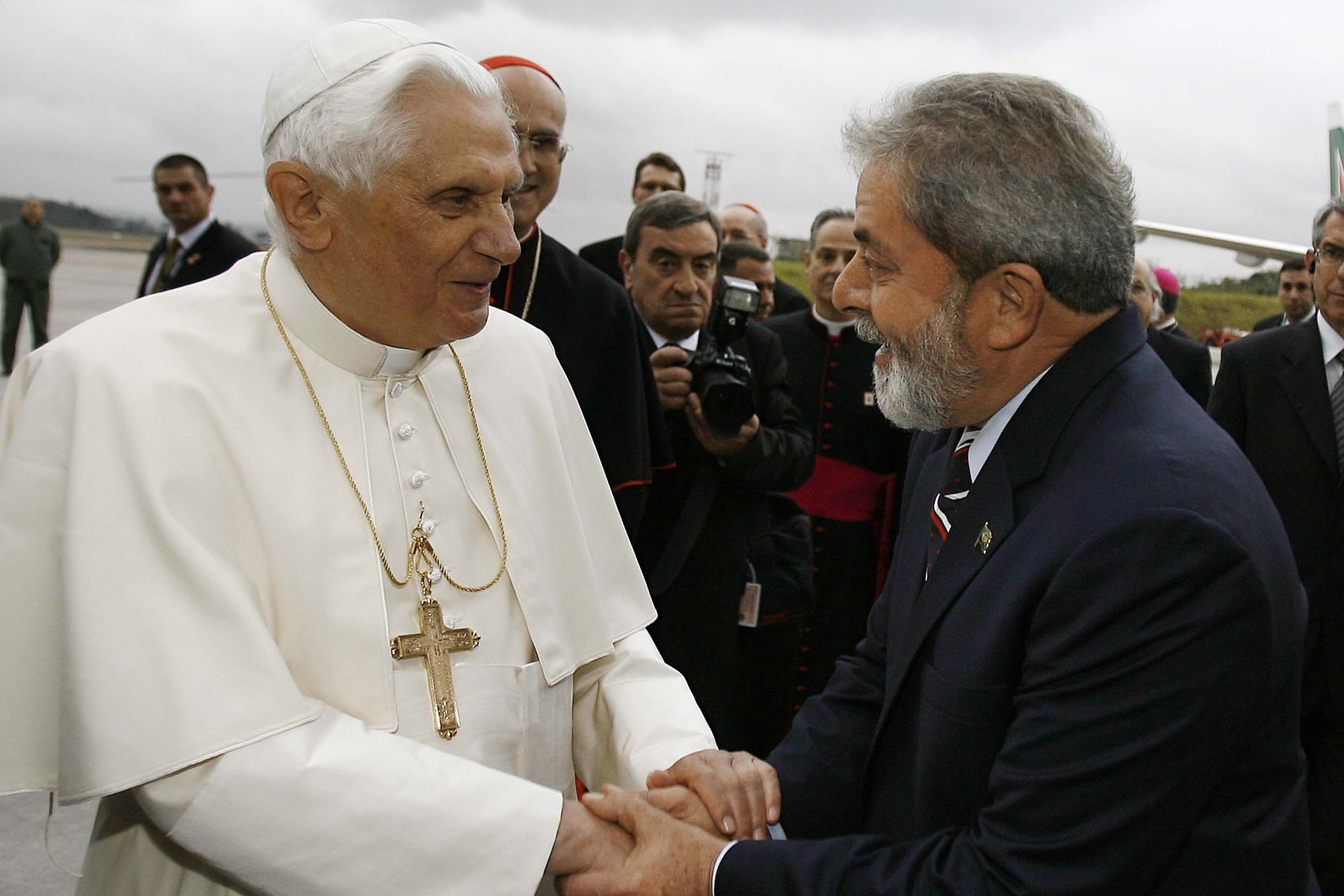
Luiz Inácio Lula da Silva avec Benoît XVI à Rio de Janeiro (2007).

Dans un pays marqué par les inégalités raciales, Lula crée en 2003 un secrétariat d'État à la Promotion de l'égalité raciale. Plusieurs de ses nominations visent par ailleurs à promouvoir des personnalités noires ou métisses : Gilberto Gil devient ministre de la Culture, Marina Silva ministre de l'Environnement et Joaquim Barbosa juge au Tribunal suprême fédéral. Sous l'impulsion du PT et de mouvements noirs, le Sénat adopte en 2010 le « statut de l'égalité raciale ». En décembre 2003, Lula fait durcir les conditions d'acquisition d'armes à feu. En octobre 2005, le principe d'interdiction de ces armes est rejeté par référendum.
Il signe, le 21 décembre 2009, le décret lançant le troisième programme national des droits de l'homme, qui prévoit l'adoption de quelque 500 mesures et le vote de 27 lois nouvelles, ainsi que la création d'une Commission de réconciliation concernant la période de la dictature militaire (1964-1985). L'armée s'est opposée à la création de cette commission, deux des trois commandants militaires ayant menacé de démissionner, conjointement avec le ministre de la Défense Nelson Jobim. Le ministre chargé du Secrétariat des droits de l'homme, Paulo Vannuchi, ami de 30 ans de Lula, a lui aussi menacé de démissionner si le Programme des droits de l'homme était vidé de son contenu. On estime à environ 400 le nombre de victimes (morts et disparus) de la dictature, aucun procès n'ayant eu lieu, contrairement aux autres pays du Cône sud affectés par la « guerre sale ».
En matière de protection de l’environnement, la création de zones de conservation et de réserves indigènes entraîne une diminution substantielle de la déforestation à partir de 2004.

#### Relations internationales

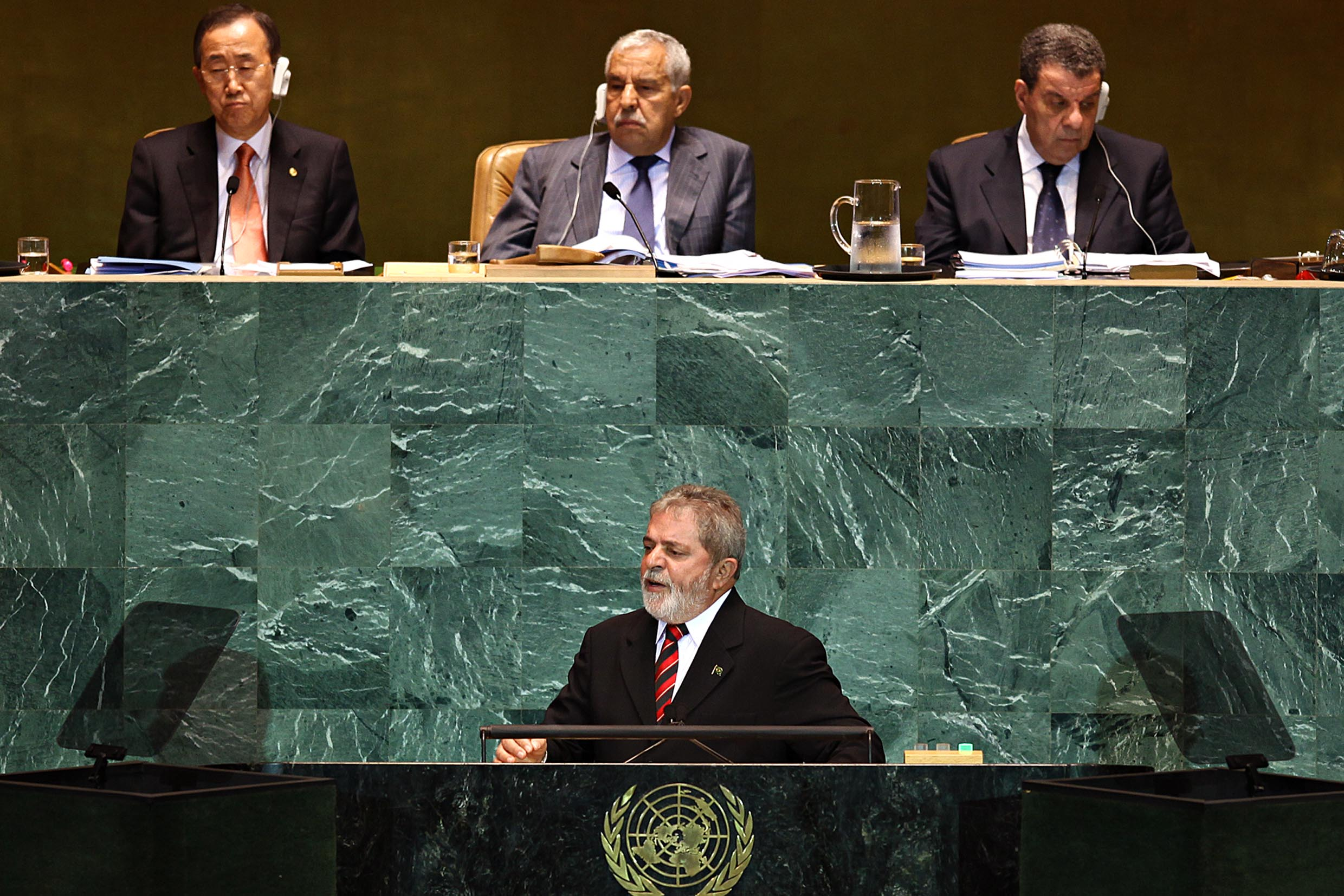
Luiz Inácio Lula da Silva à l'Assemblée générale des Nations unies (2009).

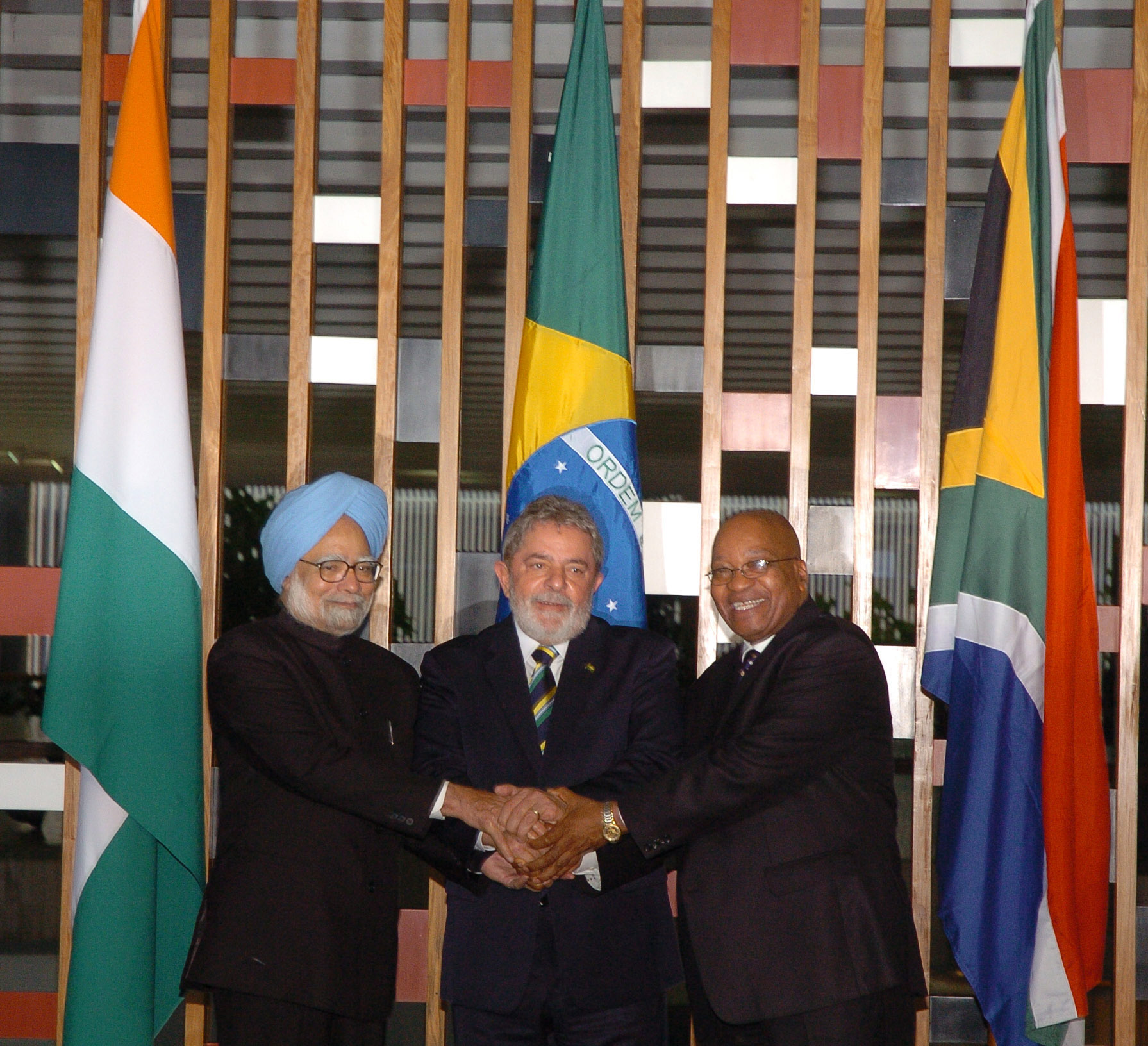
Luiz Inácio Lula da Silva avec Manmohan Singh et Jacob Zuma à Brasília (2010).

Tout en conservant des relations étroites avec les États-Unis, il rompt avec l'alignement traditionnel du Brésil sur Washington. Il se rapproche notamment du Venezuela et de l'Amérique centrale, de l'Afrique et du Moyen-Orient. Le Brésil accueille ainsi pour la première fois, en mai 2005, un sommet Amérique latine-pays arabes, et reconnaît la Palestine en 2010.
Il favorise l'intégration régionale, interdisant à son gouvernement la conduite agressive réclamée par la presse. Selon lui, « le Brésil a tout intérêt à avoir des voisins solides, et non pas appauvris et fragilisés par des crises sociales et politiques ». En mai 2006, il qualifie de « souveraine » la décision du président bolivien Evo Morales de nationaliser les champs de gaz boliviens exploités par Petrobras, alors que d'autres exigent l’envoi de troupes brésiliennes pour riposter contre le gouvernement bolivien. Il met également fin à la vieille dispute avec le Paraguay en acceptant de revoir les termes de l’exploitation du barrage d'Itaipu.

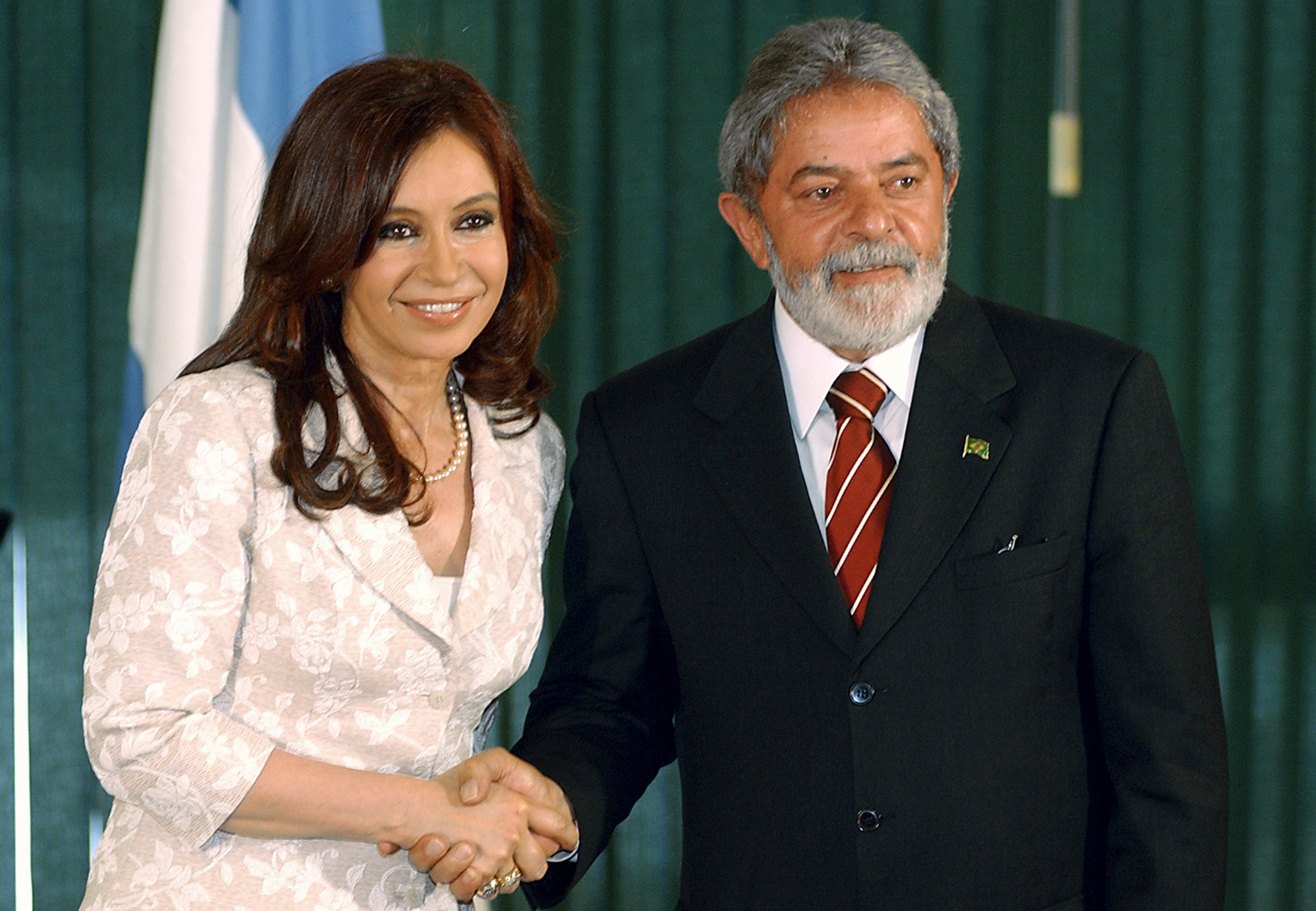
Luiz Inácio Lula da Silva avec Cristina Kirchner à Buenos Aires (2007).

Il milite pour la réforme du Fonds monétaire international (FMI), au sein duquel les grands pays émergents ont peu de droits de vote comparé à leur contribution économique. En 2008, douze pays latino-américains constituent à Brasilia l'Unasur pour se substituer à l'OEA et à la domination exercée par les États-Unis sur cette organisation. S'opposant au consensus de Washington, alors en vigueur dans la plupart des grandes institutions internationales, il signe avec Néstor Kirchner le consensus de Buenos Aires l'année de sa prise de fonction.
Il s'oppose aux États-Unis lors du coup d'État de 2009 au Honduras en exigeant le rétablissement de Manuel Zelaya à la présidence, jusqu’à la fin de son mandat. Celui-ci trouve refuge à l'ambassade brésilienne.

#### Réélection en 2006

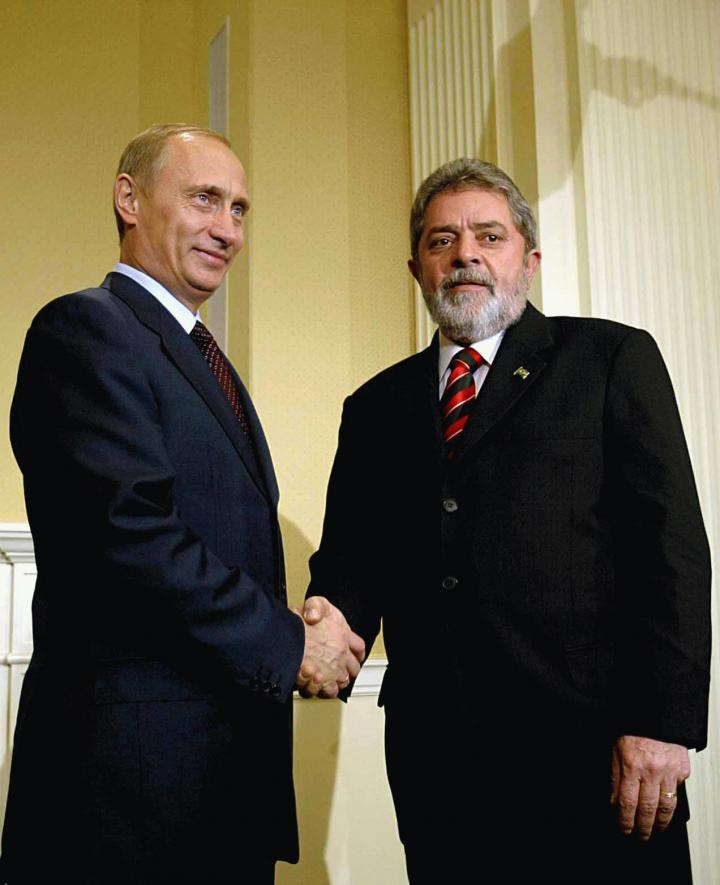
Luiz Inácio Lula da Silva avec Vladimir Poutine à New York (2003).

Briguant un second mandat lors de l'élection présidentielle de 2006, Lula part largement favori face à Geraldo Alckmin, candidat du Parti de la social-démocratie brésilienne (PSDB). Selon les sondages, l'action de Lula est jugée positivement pour son action contre la faim et la pauvreté, mais parait plus mitigée dans les domaines de la violence et de la corruption.
La campagne est marquée par le scandale des mensualités, un système de détournement de fonds publics pour l'achat de votes et de soutiens de parlementaires à l’action de Lula entre 2003 et 2005. La direction du Parti des travailleurs est poussée à la démission, tandis que Lula doit remplacer son ministre des Finances, Antonio Palocci. En 2012, la Cour suprême du Brésil confirmera l'existence de ce système et condamnera plusieurs personnalités du PT ,.
Le 29 octobre 2006, après un résultat de premier tour jugé décevant, Lula est réélu au second tour avec 60,8 % des suffrages.

#### Popularité et oppositions
Très populaire parmi les Brésiliens vivant en ville, il suscite néanmoins la méfiance des médecins, des petits chefs d'entreprise et de la classe moyenne supérieure. Si l'action de Lula a permis de sortir des millions de personnes de la pauvreté, ses opposants font valoir qu'il a pour ce faire massivement augmenté les dépenses publiques, ce qui pénalisera les finances du Brésil après son départ de la présidence.
Il quitte la présidence avec un taux de popularité atteignant 87 % selon l’institut Ibope. Malgré une satisfaction générale quant à son action, une majorité de la population se déclare insatisfaite de sa politique en matière de santé et de sa politique fiscale.

#### Départ de la présidence

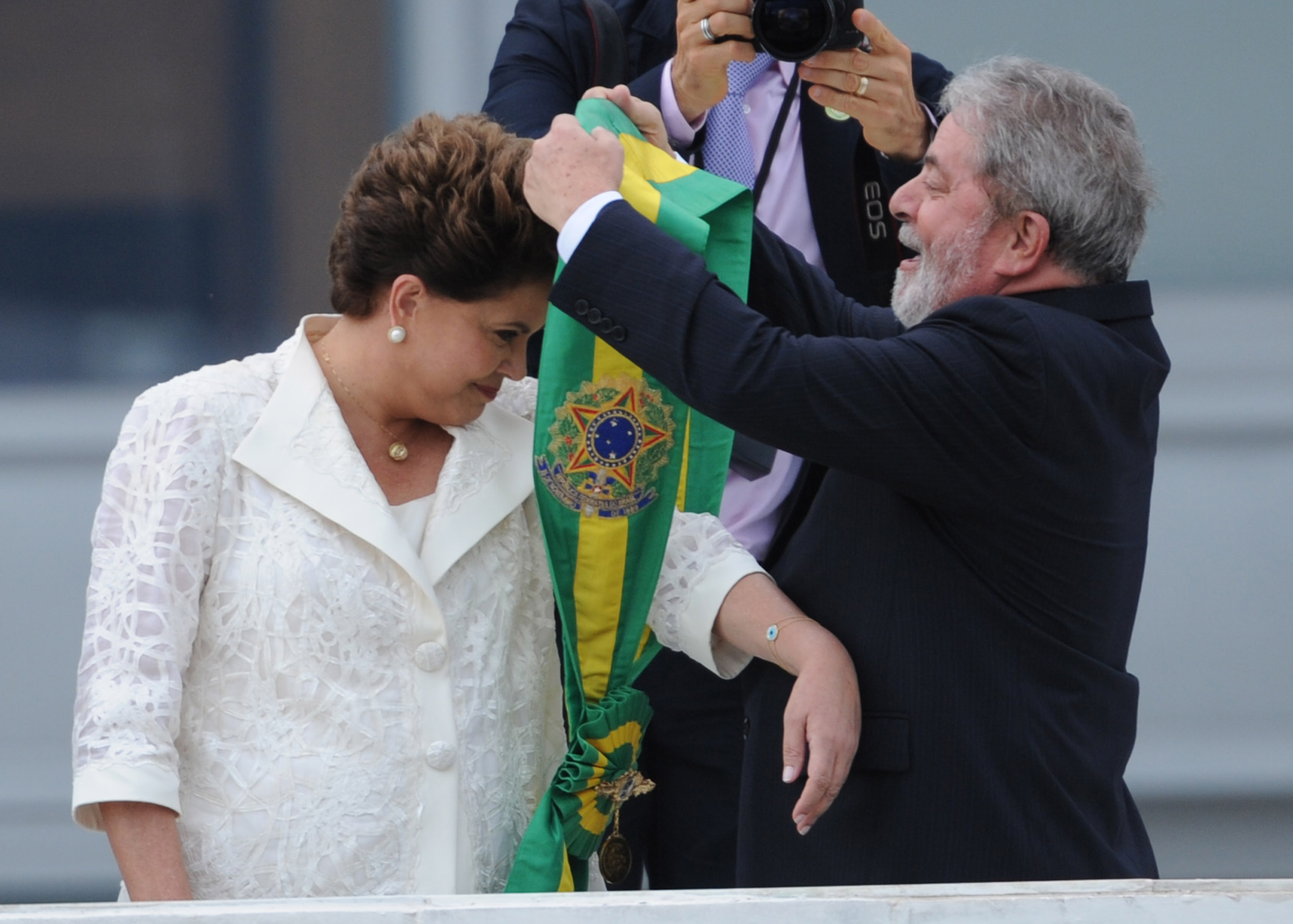
Investiture de Dilma Rousseff en tant que présidente de la république fédérative du Brésil (2011).

Alors qu'il ne peut briguer un troisième mandat consécutif, sa chef de cabinet et « protégée » Dilma Rousseff lui succède le 1er janvier 2011. Au vu de sa popularité, l'hypothèse que Lula retrouve la présidence à l'issue du mandat de Rousseff est évoquée. Désigné personnalité de l'année 2009 par le journal Le Monde, Lula est classé l'année suivante par le Time comme le dirigeant le plus influent au monde.
L'hôpital syro-libanais de São Paulo, annonce, en octobre 2011, que Lula est atteint d'une tumeur localisée dans le larynx et qu'il devra subir une chimiothérapie « sous forme ambulatoire ». En mars 2012, l'hôpital affirme que son cancer du larynx a connu une « rémission complète ».

### Retour éphémère au gouvernement

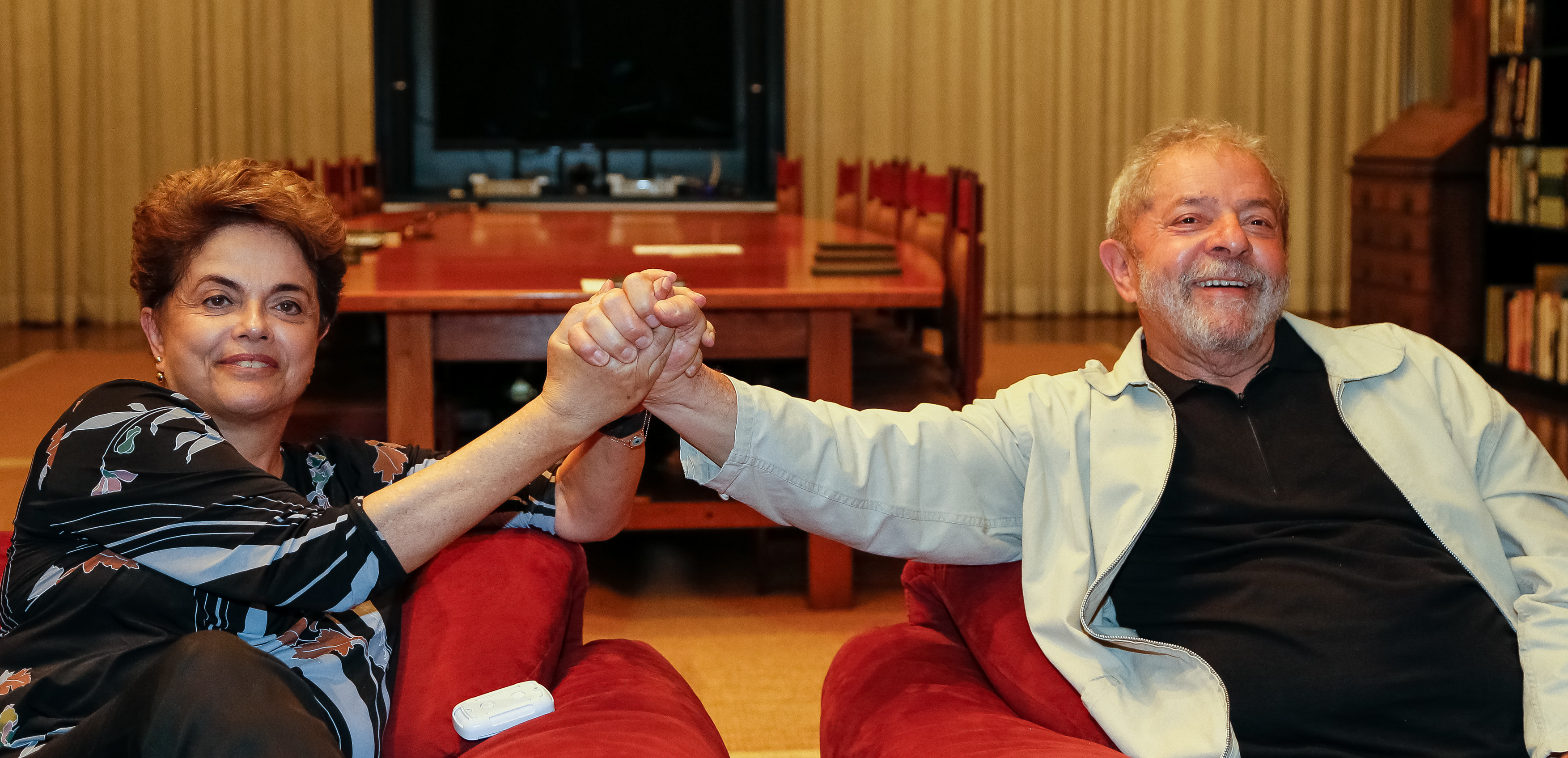
Luiz Inácio Lula da Silva et Dilma Rousseff à Brasília (2016).

Le 17 mars 2016, devant le risque de délitement de sa majorité parlementaire, Dilma Rousseff le nomme ministre de la Maison civile, la plus haute fonction du gouvernement.
Cette nomination entraîne les huées de participants à son investiture au palais présidentiel et la protestation d'une grande partie de la classe politique brésilienne. Une demi-heure après sa nomination, la justice suspend en référé sa prise de fonction, considérant que « Dilma Rousseff a commis un délit en nommant Lula ministre pour lui permettre d’échapper à la justice ». Des tribunaux annulent ensuite ces ordonnances mais le lendemain, le 18 mars, un juge du Tribunal suprême fédéral confirme la suspension de l'entrée de Lula au gouvernement dans l'attente du verdict collégial définitif de la juridiction. Un enregistrement téléphonique entre la présidente Rousseff et Lula rendu public par le juge Sérgio Moro deux jours plus tôt, le 16 mars, laissait clairement entendre qu'il y avait eu arrangement entre eux deux pour lui éviter la prison.
Alors que des chefs d'État sud-américains de gauche (Nicolás Maduro, Evo Morales, Michelle Bachelet et Rafael Correa) lui apportent leur soutien,,, les manifestations se succèdent contre le gouvernement à Brasilia et São Paulo, avec parfois des violences.
Le 8 avril 2016, le procureur préconise au Tribunal suprême fédéral d'annuler son entrée au gouvernement. Le 20 du même mois, le Tribunal suprême reporte l'audience prévue pour statuer sur sa nomination. Eva Chiavon assure l'intérim. Après la suspension de Dilma Rousseff, le nouveau président intérimaire, Michel Temer, nomme Eliseu Padilha, puis, après la destitution de la présidente, l'audience prévue est définitivement annulée.

### Poursuites judiciaires et emprisonnement
À partir de 2011, Lula est mis en cause dans plusieurs affaires judiciaires, notamment pour corruption, blanchiment d'argent, détournement de fonds publics et entrave à l'exercice de la justice,,. L'ancien président se défend d'avoir commis tout acte illégal et affirme que les poursuites dont il fait l’objet sont le résultat de la volonté des « élites » de l'écarter de la course à l’élection présidentielle de 2018,. Dès la réélection de Dilma Rousseff en 2014, Lula laisse en effet connaître son intention de briguer un troisième mandat présidentiel.

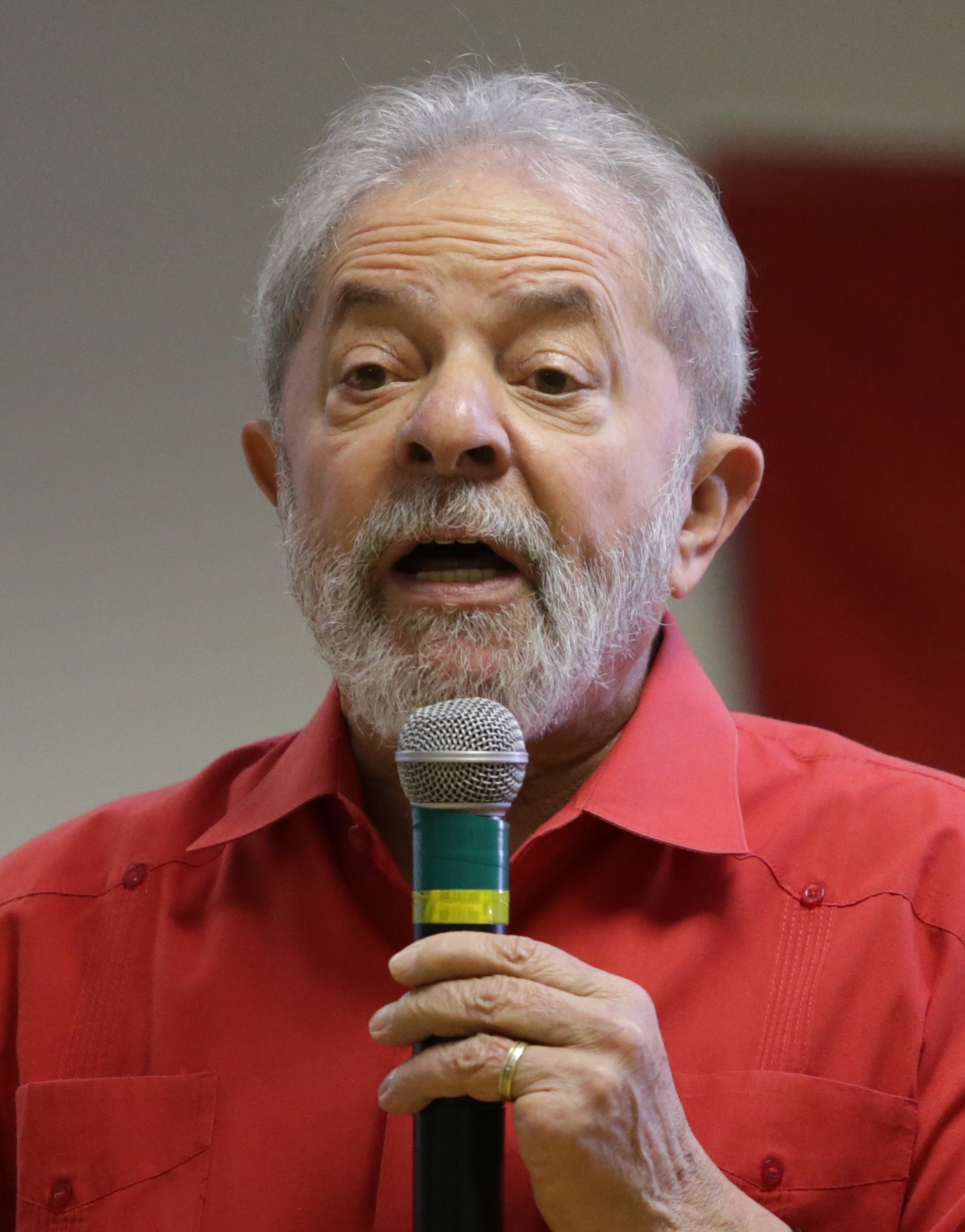
Lula en 2017.

La principale affaire le visant s’inscrit dans le cadre du scandale Petrobras. Il est accusé d’être intervenu pour l’attribution de contrats à l’entreprise pétrolière Petrobras en échange de 3,7 millions de reals — dont un luxueux appartement —. En juillet 2017, le juge Sérgio Moro le condamne à neuf ans et six mois de prison pour corruption passive et blanchiment d'argent. En appel, en janvier 2018, la peine est portée à douze ans et un mois d’emprisonnement,. Les partisans de Lula et des spécialistes du Brésil remettent en cause le bien fondé juridique de cette condamnation, notamment l’absence de preuve matérielle, dénonçant un parti pris de la justice brésilienne,.
Le 4 avril 2018, dans un contexte de fortes tensions dans le pays, les juges de la Cour suprême rejettent la demande d'Habeas corpus de Lula, ce qui ouvre la voie à son emprisonnement. Le 7 avril, Lula se constitue prisonnier. Son arrestation répond à une nouvelle jurisprudence, la Constitution brésilienne indiquant pourtant qu'aucun justiciable ne peut être arrêté avant la fin de la procédure. Malgré ses ennuis judiciaires, il est désigné candidat du Parti des travailleurs à l’élection présidentielle de 2018. Les sondages le donnent alors favori du scrutin en le créditant d’environ 30 % à 40 % d'intentions de vote au premier tour,,. Le 31 août 2018, à la suite de sa condamnation dans le scandale Petrobras, le Tribunal suprême fédéral prononce son inéligibilité. Le Comité des droits de l'homme des Nations unies s’était prononcé contre une telle mesure. Le PT est ensuite contraint de désigner Fernando Haddad comme candidat du parti,. Le scrutin présidentiel est finalement remporté au second tour par le candidat d'extrême droite Jair Bolsonaro, face à Haddad.
Dans le cadre de l'affaire de la rénovation d'une propriété, en février 2019, Lula est condamné à 12 ans et 11 mois de réclusion pour corruption et blanchiment. En avril suivant, sa première peine est réduite à huit ans et dix mois d'emprisonnement.
Le journal d'investigation The Intercept affirme, en juin 2019, que le juge Sérgio Moro — devenu ministre de la Justice de Jair Bolsonaro — et les enquêteurs chargés de l'enquête anticorruption Lava Jato auraient comploté entre eux pour empêcher Lula de se présenter à l'élection présidentielle de 2018,. Le Tribunal suprême fédéral décide alors de reprendre son procès.
En octobre 2019, après avoir accompli le sixième de sa peine, Lula rejette tout régime de semi-liberté, déclarant préférer prouver son innocence et estimant qu'accepter la mesure équivaudrait à un aveu de culpabilité.

### Libération et annulation de ses condamnations

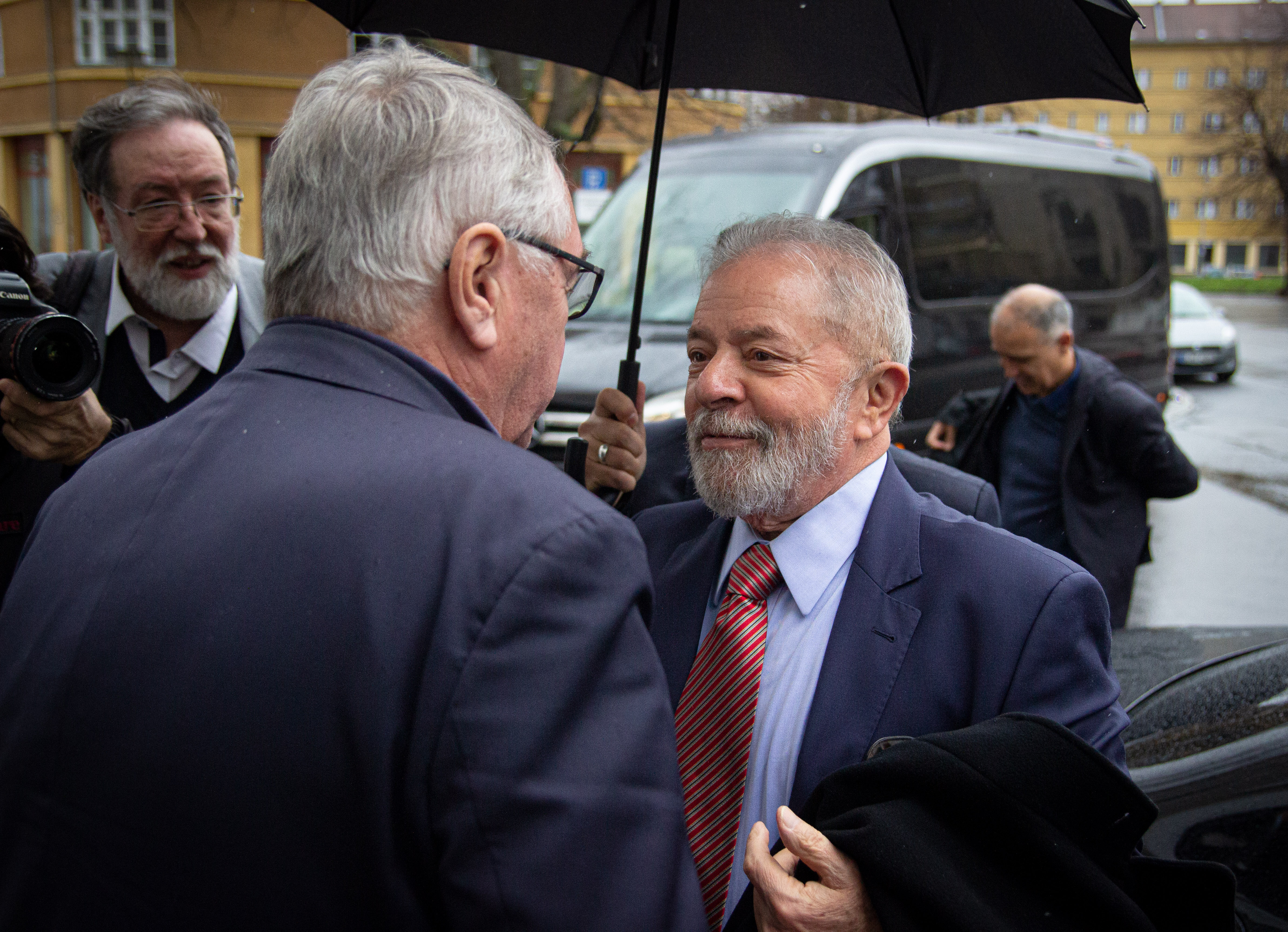
Luiz Inácio Lula da Silva rencontrant Heinz Bierbaum, le président du Parti de la gauche européenne (2020).

Le 8 novembre 2019, au lendemain du changement par la Cour suprême de la jurisprudence sur l'Habeas corpus, il est libéré, sa condamnation n'étant pas jugée définitive. Il est alors accueilli par plusieurs de ses partisans, dont sa compagne Rosângela da Silva, avec qui il se remarie en 2022,. Il reste mis en examen dans six affaires de corruption. Il est acquitté en décembre pour l'une de ces accusations.
En mars 2021, Edson Fachin, juge au Tribunal suprême fédéral, annule les condamnations visant Lula, estimant que le tribunal de Curitiba n’était pas compétent pour juger les quatre affaires le concernant, celles-ci étant renvoyées devant un tribunal fédéral de Brasilia. En attendant de nouveaux jugements, les droits politiques de Lula sont restaurés et sa candidature à l'élection de 2022 est possible. En avril 2021, le Tribunal suprême fédéral confirme l’annulation des condamnations. Le Tribunal suprême établit dans un jugement la partialité du juge Sergio Moro, celui-ci s'étant entendu avec des enquêteurs pour faire écarter Lula de l'élection présidentielle de 2018.
L'ancien président est en avril 2021 acquitté de sept des onze chefs d'accusation retenus contre lui mais doit encore être jugé dans quatre affaires, plus mineures.
Le Comité des droits de l'homme de l'ONU conclut en 2022 que l'enquête ayant conduit Lula en prison en 2016 n’a pas respecté ses droits. L’enquête Lava Jato est désormais considérée comme « le plus grand scandale judiciaire de l’histoire du Brésil ». Des enquêtes ont démontré comment les procédures furent entachées de nombreuses irrégularités et de confusions, révélé des messages compromettants échangés entre les procureurs et le juge Moro en dehors de tout cadre légal, et souligné les motivations politiques de magistrats qui ont instrumentalisé l’enquête afin de neutraliser le Parti des travailleurs.

### Victoire à l'élection présidentielle de 2022

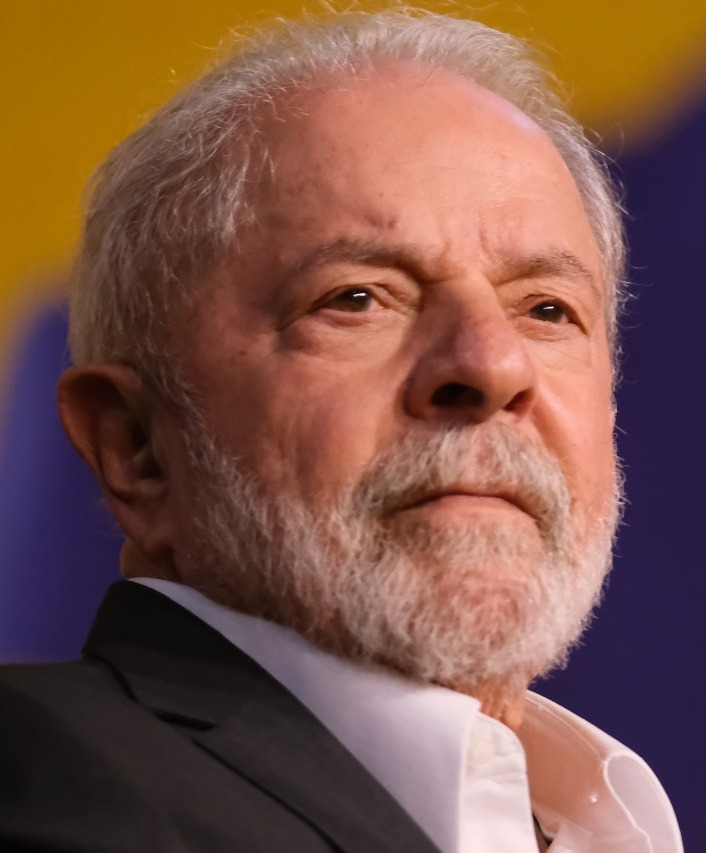
Luiz Inácio Lula da Silva en 2022.

En 2021, à la suite de l'annulation de ses condamnations judiciaires, Lula da Silva confirme son intention d'être candidat à l'élection présidentielle de 2022, vingt ans après sa première élection à la présidence de la République. Il appelle à lancer une procédure de destitution contre le président Jair Bolsonaro, accusé d’interférences dans des affaires judiciaires et critiqué pour sa gestion de la crise sanitaire de la Covid-19.
Comme colistier pour la vice-présidence, il choisit Geraldo Alckmin, un ancien adversaire politique de droite (candidat face à lui au second tour de l'élection présidentielle de 2006) venant de rejoindre le Parti socialiste brésilien pour l'occasion. Ce choix viserait à rassurer les marchés financiers alors que, note la presse, « tout oppose l'ancien métallo Lula, 76 ans, leader historique de la gauche ouvrière, et Geraldo Alckmin, 69 ans, incarnation parfaite de la haute bourgeoisie conservatrice pauliste ». Il s'agirait aussi pour l'ancien président de s'adapter à un système électoral qui n'a jamais permis au Parti des travailleurs de conquérir une majorité au Congrès national, traditionnellement dominé par le « grand centre » (« centrão »), le contraignant à des alliances atypiques pour gouverner. Cette situation rappelle la décision de Dilma Rousseff de prendre Michel Temer comme colistier en 2014, bien que le PMDB de Michel Temer était plus centriste que le PSDB de Geraldo Alckmin.
La coalition « Tous ensemble pour le Brésil » (Vamos juntos pelo Brasil), formée de neuf partis soutenant la candidature de Lula, présente un programme axé sur les questions sociales (notamment le pouvoir d'achat) et la protection de l'environnement. Donné largement battu, Jair Bolsonaro multiplie les initiatives dans les semaines précédant le premier tour : hausse des minima sociaux, chèques énergie, baisses d’impôts, pressions sur le groupe pétrolier Petrobras pour revoir ses tarifs à la baisse, conduisant le prix moyen de l’essence à chuter à son plus bas niveau en deux ans.

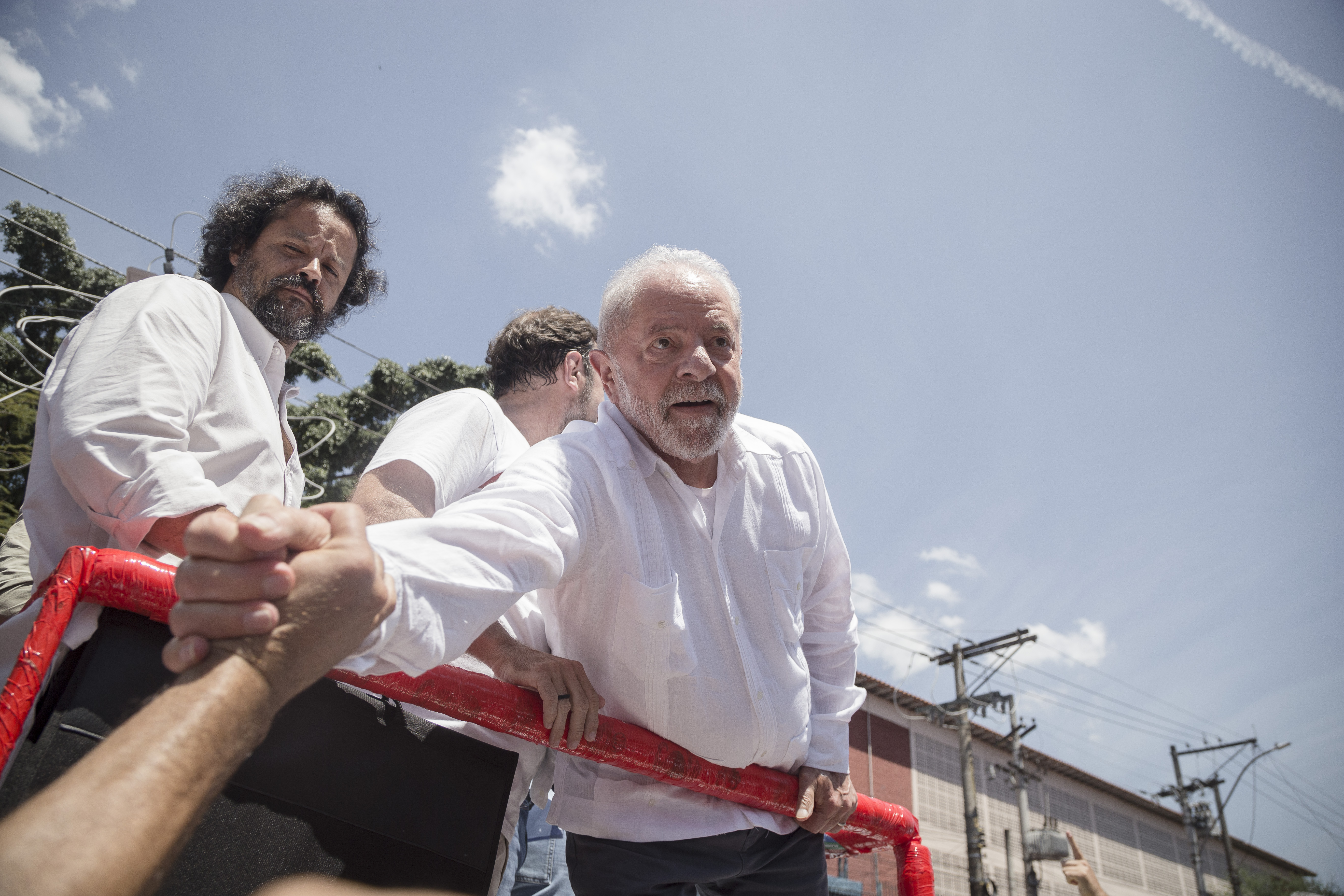
Luiz Inácio Lula da Silva lors de sa campagne présidentielle de 2022.

Lors du premier tour de l'élection présidentielle, le 2 octobre 2022, l'écart entre les deux principaux candidats est plus faible que prévu. L'ancien chef de l'État arrive effectivement en tête, mais, avec 48,4 % des voix exprimées, manque une élection au premier tour annoncée par plusieurs enquêtes d'opinion. Il devance de cinq points Jair Bolsonaro (43,2 %) alors que les derniers sondages donnaient 10 à 15 points de retard à ce dernier. Le scrutin marque une polarisation de la vie politique brésilienne, le score cumulé des autres candidats ne dépassant pas les 10 %,.
Le duel entre Lula et Jair Bolsonaro est fixé au 30 octobre suivant, l'entre-deux-tours s'étalant ainsi sur quatre semaines. La campagne en vue du second tour est particulièrement agressive. Alors que Jair Bolsonaro qualifie son adversaire d'« ivrogne » et l'accuse de vouloir « amener une clique d’incompétents pour diriger le Brésil », un juge du Tribunal supérieur électoral (TSE) ordonne que l'équipe de Lula cesse de diffuser une vidéo associant le président sortant au cannibalisme,.
Luiz Inácio Lula da Silva, tout juste âgé de 77 ans, l'emporte au second tour de l'élection présidentielle face à Jair Bolsonaro avec 50,9 % des suffrages,. Il s'agit du scrutin présidentiel le plus serré de l’histoire du Brésil. Le 1er novembre 2022, Jair Bolsonaro reconnaît la victoire de Lula, sans le féliciter, lors d'un discours qu'il prononce à Brasilia.

### Retour à la présidence de la République

#### Transition et investiture
La transition entre Lula et Bolsonaro, commencée au début du mois de novembre 2022, est marquée par de fortes tensions. Des sympathisants du président sortant contestent sa défaite et des éruptions de violences se produisent dans le pays : manifestations, barrages routiers, tentatives d'attentat à la bombe et d'invasion de bâtiments publics, incendies de véhicules, etc.. Le Parti libéral réclame l'annulation d'une partie des voix de Lula, mettant en cause des « dysfonctionnements » afin de permettre au président sortant d’être déclaré vainqueur. Celui-ci – tout comme son vice-président, Hamilton Mourão – refuse de participer à la passation de pouvoir, une première depuis le retour de la démocratie, et part pour les États-Unis deux jours avant la fin de son mandat.
L'investiture de Lula en tant que 39e président de la république fédérative du Brésil se déroule le 1er janvier 2023 à Brasilia. En raison de risques de troubles, la cérémonie est placée sous très haute sécurité. Lors de son arrivée au palais présidentiel, Lula est accompagné du chef kayapo Raoni Metuktire. Le nouveau président parade à bord d’une Rolls-Royce jusqu’au Congrès national. Au cours d’un long trajet, effectué en compagnie de son épouse et du vice-président Geraldo Alckmin, il est acclamé par plusieurs milliers de personnes. Entourée de plusieurs gardes du corps, la voiture est ouverte, comme pour ses prédécesseurs, et ce malgré les menaces d'attentats. Arrivé au Congrès, Lula prête serment sur la Constitution avant de gagner le palais de l'Aurore, où l’écharpe présidentielle lui est remise par une citoyenne et non par le président sortant, qui a quitté le pays.

#### Composition du gouvernement

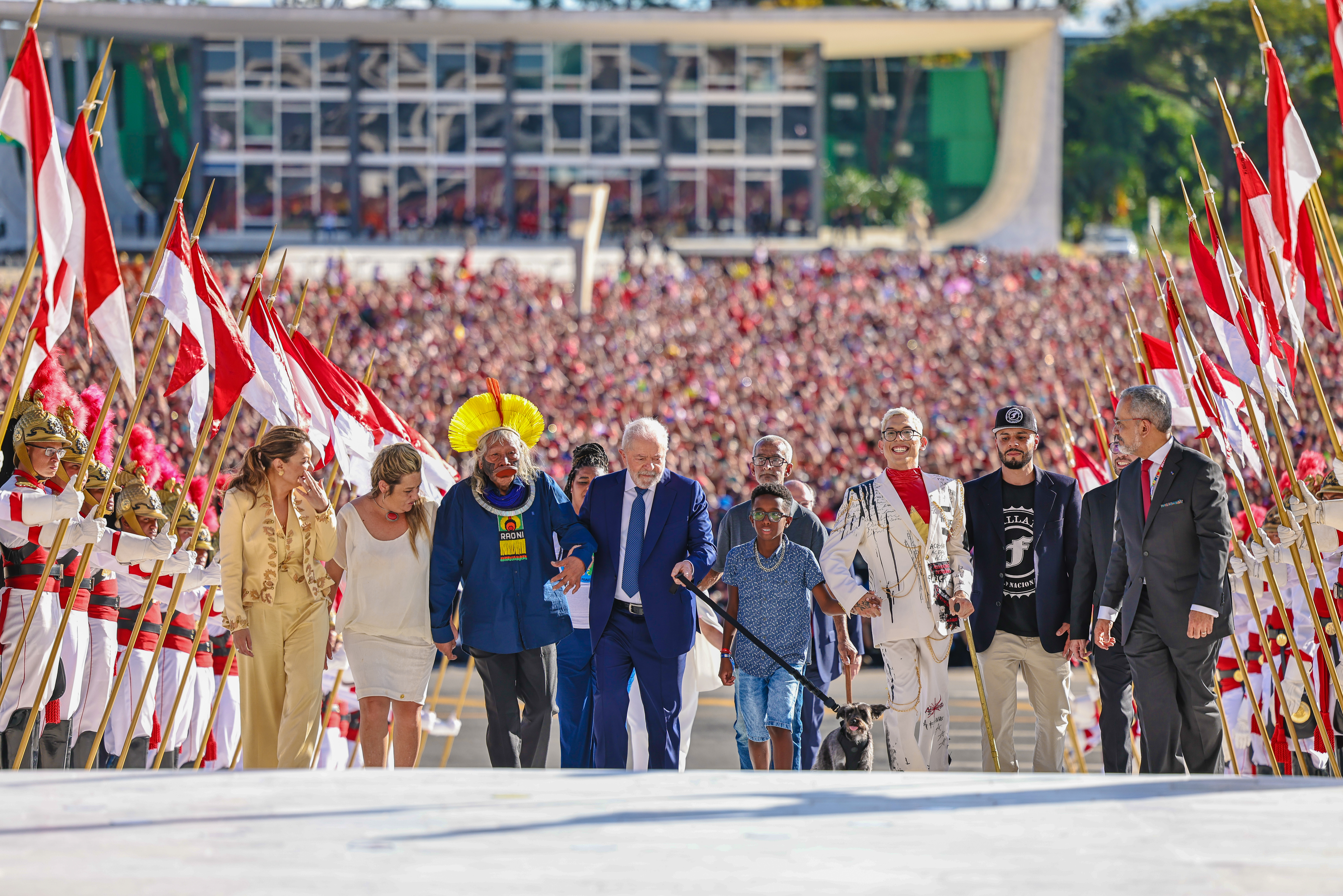
Luiz Inácio Lula da Silva accompagné de son épouse, du chef Raoni et d’un groupe de citoyens lors de son arrivée au palais présidentiel, le 1 janvier 2023.

Lula doit composer avec un Congrès national toujours morcelé mais davantage marqué à droite que lors des précédentes législatures. Le Parti libéral (PL) de Jair Bolsonaro s'est en effet imposé comme la première force politique lors des élections parlementaires, qui ont vu le « centrão » renforcer sa domination et la coalition Brésil de l'espoir, menée par le PT, arriver en deuxième position avec seulement 16 % des sièges. Lula conduit de difficiles négociations avec les partis du « centrão », reconnaissant que « former un gouvernement est plus difficile que de gagner les élections ».
Son troisième gouvernement compte 37 ministres contre 23 sous la présidence Bolsonaro. Les ministères sont démembrés et, selon Rui Costa, ministre de la Maison civile, « les coûts et le volume des dépenses seront les mêmes, quel que soit le nombre de ministères ». La parité n'est pas respectée, avec onze femmes nommées, ce qui est cependant plus que dans le gouvernement Bolsonaro, qui n'en comptait que deux en 2019. Les formations conservatrices, telles que le Parti démocratique social et l’Union Brésil, obtiennent de nombreux ministères. En revanche, la majorité des ministères-clés (Économie, Affaires étrangères, Justice, Défense, Éducation, Travail) revient à des personnalités de gauche engagées de longue date à ses cotés.
L'écologiste Marina Silva fait son retour au ministère de l'Environnement et Sônia Guajajara, figure de la lutte pour les peuples autochtones, est nommée au symbolique ministère des Peuples indigènes. Un obstacle à la mise en place des politiques environnementales est le lobby lié à l'agrobusiness, très puissant au Congrès. La large ouverture du gouvernement, qui va de la gauche radicale à la droite, expose celui-ci à des conflits internes, « notamment entre le ministère de l'Environnement et celui de l'Agriculture, qui est beaucoup plus proche du groupe des ruralistes du camp de l'agrobusiness ».
Pour déjouer une tentative d’insubordination des commandants de la marine et de l’aéronautique qui menaçaient de démissionner de leurs fonctions, Lula annonce un nouvel état-major à la tête des forces armées, choisi sur le critère de l’ancienneté.
Le troisième gouvernement Lula ne bénéficie pas du traditionnel état de grâce et fait partie des gouvernements les plus rejetés du Brésil depuis le retour de la démocratie. Il hérite d'une situation de crise économique, avec un PIB en recul au dernier trimestre 2022.
Mis en minorité à plusieurs reprises au Congrès, Lula opère en septembre 2023, afin d'élargir sa base parlementaire, un premier remaniement de son gouvernement : le ministère des ports et aéroports et celui des sports reviennent aux Républicains et aux Progressistes, deux formations emblématiques de l’establishment brésilien.

#### Premières mesures

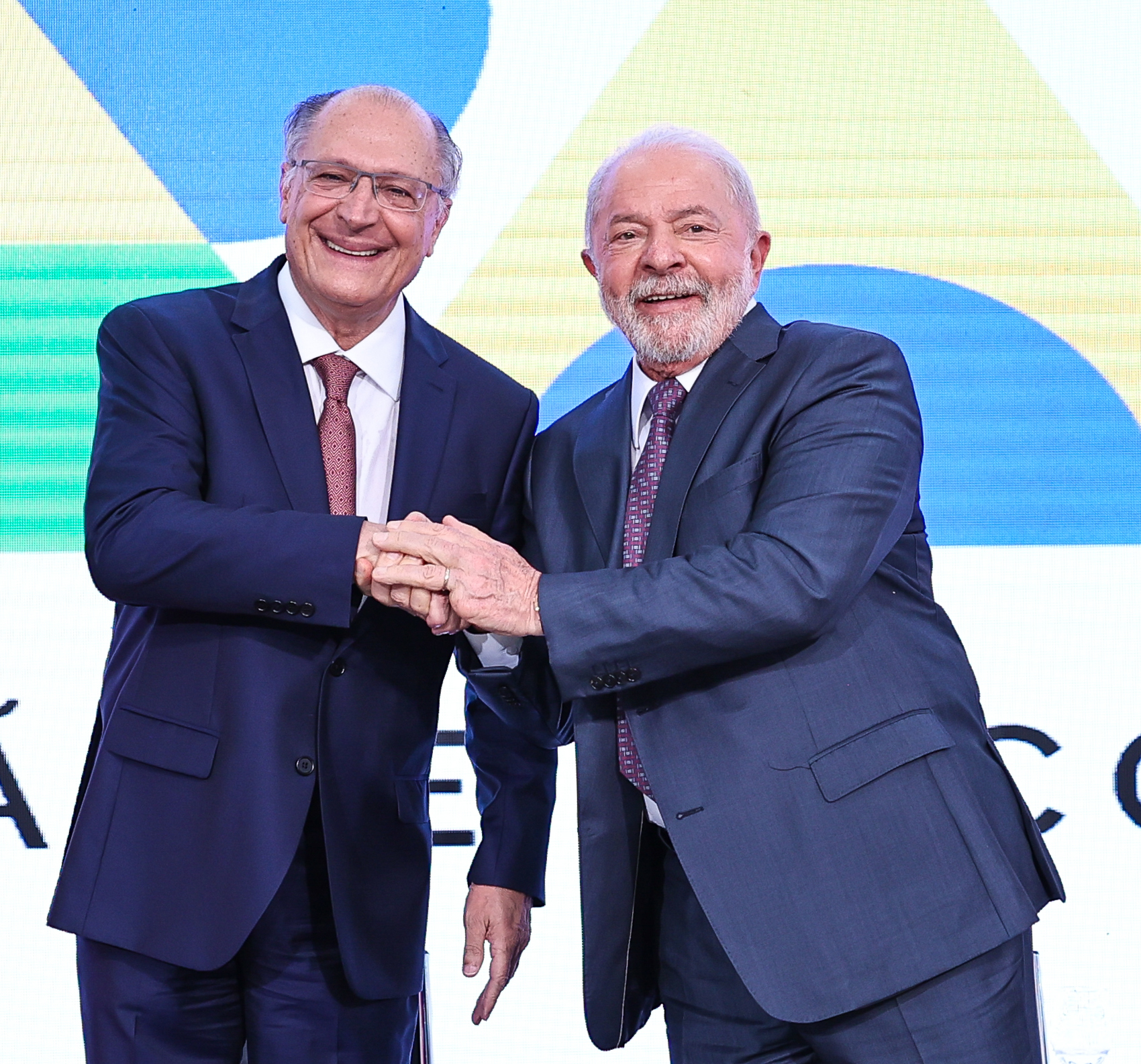
Luiz Inácio Lula da Silva et son vice-président, Geraldo Alckmin, en janvier 2023.

Dans les heures qui suivent sa prise de fonction, Lula adopte une série de décrets et en révoque certains de son prédécesseur. Il réactive ainsi le Fonds Amazonie, publie un décret visant à combattre la déforestation et en abroge un autre autorisant l’exploitation minière dans les zones indigènes et les zones protégées au niveau environnemental. Par ailleurs, il limite l'accès aux armes et suspend la privatisation de huit compagnies publiques, dont la pétrolière Petrobras et la poste brésilienne. Sur le plan social, il prolonge le programme « Bolsa familia » et augmente le salaire minimum. Il lance aussi la création d’un programme visant à améliorer les conditions de travail des éboueurs.
Le 8 janvier 2023 a lieu la première crise de la présidence de Lula. Plusieurs milliers de manifestants pro-Bolsonaro, refusant le résultat de l’élection présidentielle, envahissent le Congrès national ainsi que le palais présidentiel et d’autres lieux de pouvoir à Brasilia, donnant lieu à des scènes de chaos, d’émeutes et d’affrontements. Plusieurs centaines de manifestants se livrent à des actes de vandalisme et de destruction au sein du palais du Planalto, siège de la présidence de la République. À ce moment, le président ne se trouve pas dans la résidence présidentielle, mais est en visite à São Paulo. Lula promet alors que les « vandales fascistes » seront punis et condamne une « attaque sans précédent » dans l’histoire du Brésil. Dans la soirée, alors que la police militaire parvient à repousser les manifestants hors des lieux de pouvoir, Lula signe un décret autorisant le déploiement de l’armée dans le quartier de la place des Trois Pouvoirs[réf. souhaitée].
Il lance en février suivant un programme visant à construire deux millions de logements sociaux d’ici à 2026 et rétablit le Conseil national pour la sécurité alimentaire, supprimé par son prédécesseur.
En juin 2023, il nomme au Tribunal suprême fédéral, la plus haute juridiction du pays, l'avocat Cristiano Zanin, qui l’a défendu lors de ses procès pour corruption. Ce choix est perçu par la presse brésilienne comme une « récompense » compromettant la crédibilité de l'institution.

#### Politique économique
Une réforme fiscale portant sur la simplification d'un système réputé pour sa complexité voit le jour à l'été 2023. Alors que chacun des 27 États brésiliens et chacune des 5 400 municipalités possédait sa propre législation, la taxation de la consommation et de la production est uniformisée, afin notamment d'attirer les investisseurs. Le ministre des Finances, Fernando Haddad, doit également présenter une réforme de l'impôt sur le revenu et sur le patrimoine, visant à corriger les inégalités sociales avec des mesures comme la taxation des dividendes (actuellement exonérés d'impôts) et des fonds d'investissement offshore.
Lula annonce en août de la même année un vaste programme d'investissements dans les infrastructures de plus de 300 milliards d’euros en quatre ans. Une partie est destinée à financer les logements sociaux du projet « Ma maison ma vie ». Le programme prévoit aussi 100 milliards d'euros dans l'énergie et 65 milliards pour les transports et les routes. L'éducation et la santé sont également concernées, avec des constructions d'écoles et d'hôpitaux. Le projet vise également à doper la croissance économique et à développer l'énergie propre.
Il présente début septembre un plan d’ampleur d’éradication de la faim, alors que 33 millions de Brésiliens ne mangent pas à leur faim et que plus de la moitié du pays est touchée à des degrés divers par une forme d’insécurité alimentaire. Pour ce faire, il crée un réseau national de banques alimentaires afin d’éviter le gaspillage, augmente le budget alloué aux repas offerts dans les écoles ainsi que les achats de nourriture dans les exploitations agricoles familiales afin d'approvisionner les cantines populaires. Ces mesures s'inscrivent dans une politique plus large de construction de logements sociaux et de revalorisation du salaire minimum et des minimas sociaux. La lutte contre la faim dans le monde devient également prioritaire dans l'agenda international du président brésilien.

#### Vaccin contre la Covid-19
En février 2023, après avoir signé une pétition demandant la levée des brevets sur les vaccins contre la Covid-19, il s'affiche en train de recevoir une cinquième dose de vaccin, lance une campagne nationale pour la vaccination et annonce que les prestations sociales aux plus pauvres seront coupées s'ils ne font pas vacciner leurs enfants,.

#### Politique environnementale

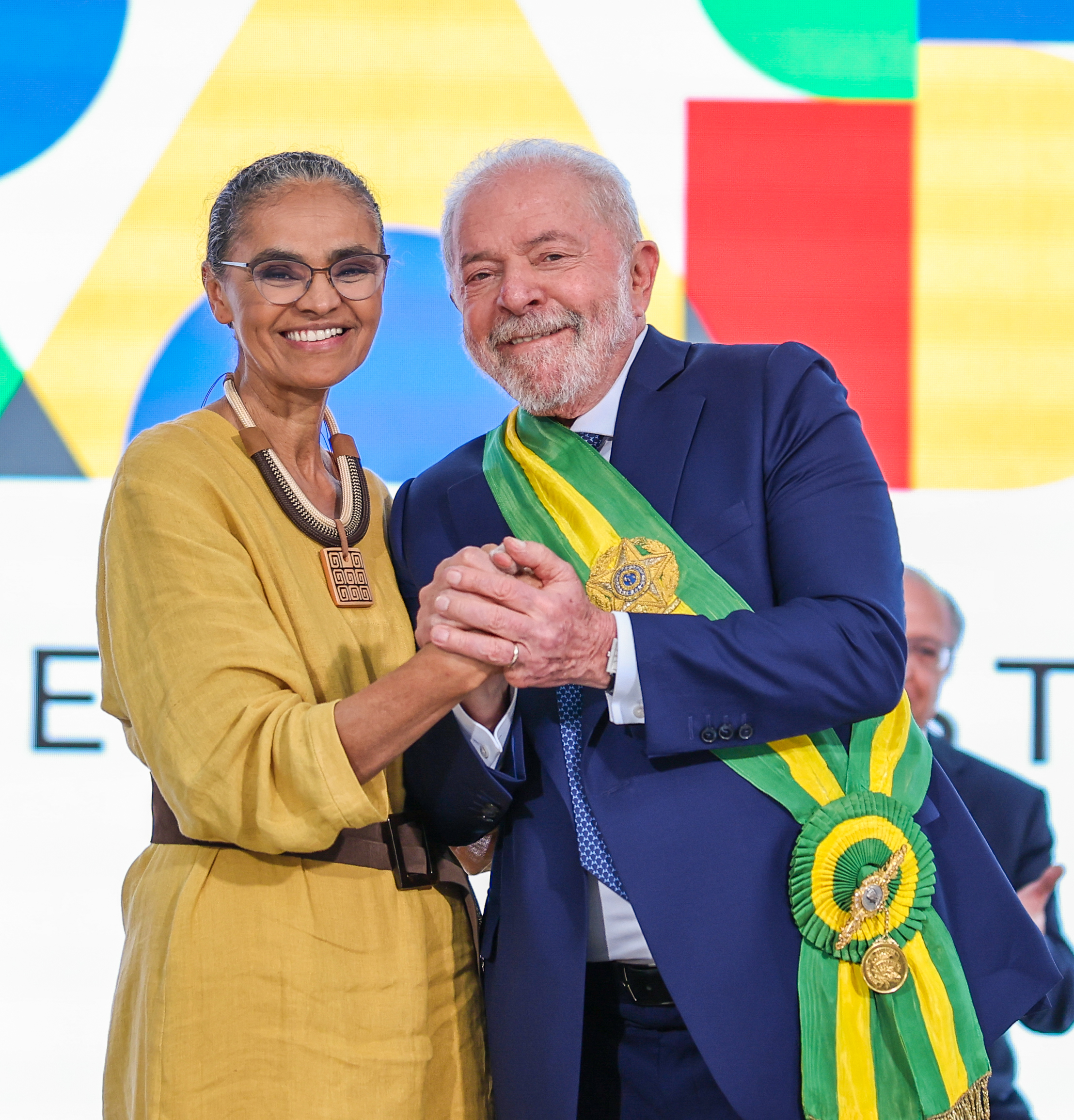
Lula avec Marina Silva, ministre de l'Environnement et du Changement climatique, en 2023.

À la Conférence de Charm el-Cheikh sur les changements climatiques (COP 27) de novembre 2022, il plaide pour une réforme de l'ONU et exprime son soutien à la création d'un mécanisme de financement destiné aux « pertes et dommages » causés par le réchauffement climatique dans les pays du Sud.
Cependant, il doit composer avec le lobby de l'agroalimentaire,. En mai-juin 2023, le Congrès le désavoue sur la démarcation des terres indigènes, barrière importante contre la déforestation en Amazonie. Le Congrès vote par ailleurs un texte réduisant les compétences du ministère de l'Environnement et de celui des Peuples indigènes, et un autre fragilisant les agences de protection de la Mata Atlantica, la forêt du littoral atlantique. Lula est alors accusé par ses partisans de n'avoir pas suffisamment manœuvré pour éviter cette situation. Par ailleurs, l'exploitation des ressources de cette zone se poursuit de façon intense, Lula soutenant même un vaste projet pétrolier controversé dans l'estuaire de l'Amazonie.
La déforestation au Brésil diminue de 42 % lors des sept premiers mois de l'année 2023 par rapport à la même période au cours de l'an passé. Les agences gouvernementales, autrefois passives ou complices sous le précédent gouvernement, ont été mises au travail sur le terrain. Au-delà de la surveillance des activités sur le terrain et de la répression de la déforestation, le Brésil s'attache également à encourager les actions de développement durable.
Le Brésil organise les 8 au 9 août 2023 un sommet sur la protection de la forêt amazonienne qui aboutit à la création de l'Alliance amazonienne de combat contre la déforestation avec les huit États sud-américains concernés.

#### Peuples indigènes
En janvier 2023, peu après son entrée en fonction, Lula décrète l’état d’urgence sanitaire dans la « Terre indigène Yanomami », située dans l’État du Roraima, au nord du Brésil. Quelque 30 400 Yanomamis, une communauté autochtone, y vivent dans des conditions déplorables, victimes de malnutrition et des maladies infectieuses, provoquant notamment la mort de nombreux enfants. Le gouvernement déploie l’armée et la police pour faire fuir des milliers de garimpeiros, des chercheurs d'or illégaux dont l'activité a rendu impropre à la consommation l’eau des rivières et ruiné la pêche traditionnelle, entraînant une crise alimentaire. L’opération s’est poursuivie avec un volet humanitaire et l’installation d’un hôpital et l'approvisionnement en nourriture.
Le président brésilien signe en avril de la même année des décrets légalisant six nouvelles réserves autochtones, les premiers depuis des années. Ces réserves garantissent aux indigènes l'usage exclusif des ressources naturelles, en préservant leur mode de vie traditionnel, et sont considérées par les scientifiques comme un rempart contre la déforestation.

#### Politique étrangère
Dans le cadre de la guerre russo-ukrainienne, il dénonce l'invasion de l'Ukraine par la Russie mais aussi l'action des États-Unis, de l'Union européenne et de l’OTAN, à laquelle il reproche de « s’arroge[r] le droit d’installer des bases militaires dans les environs d’un autre pays »,,. D'après l'universitaire Hussein Kalout, « le point de vue de Lula, c’est qu’il faut parler à tout le monde et chercher une solution négociée, en particulier à un moment où l’on connaît un risque d’escalade très dangereux ».

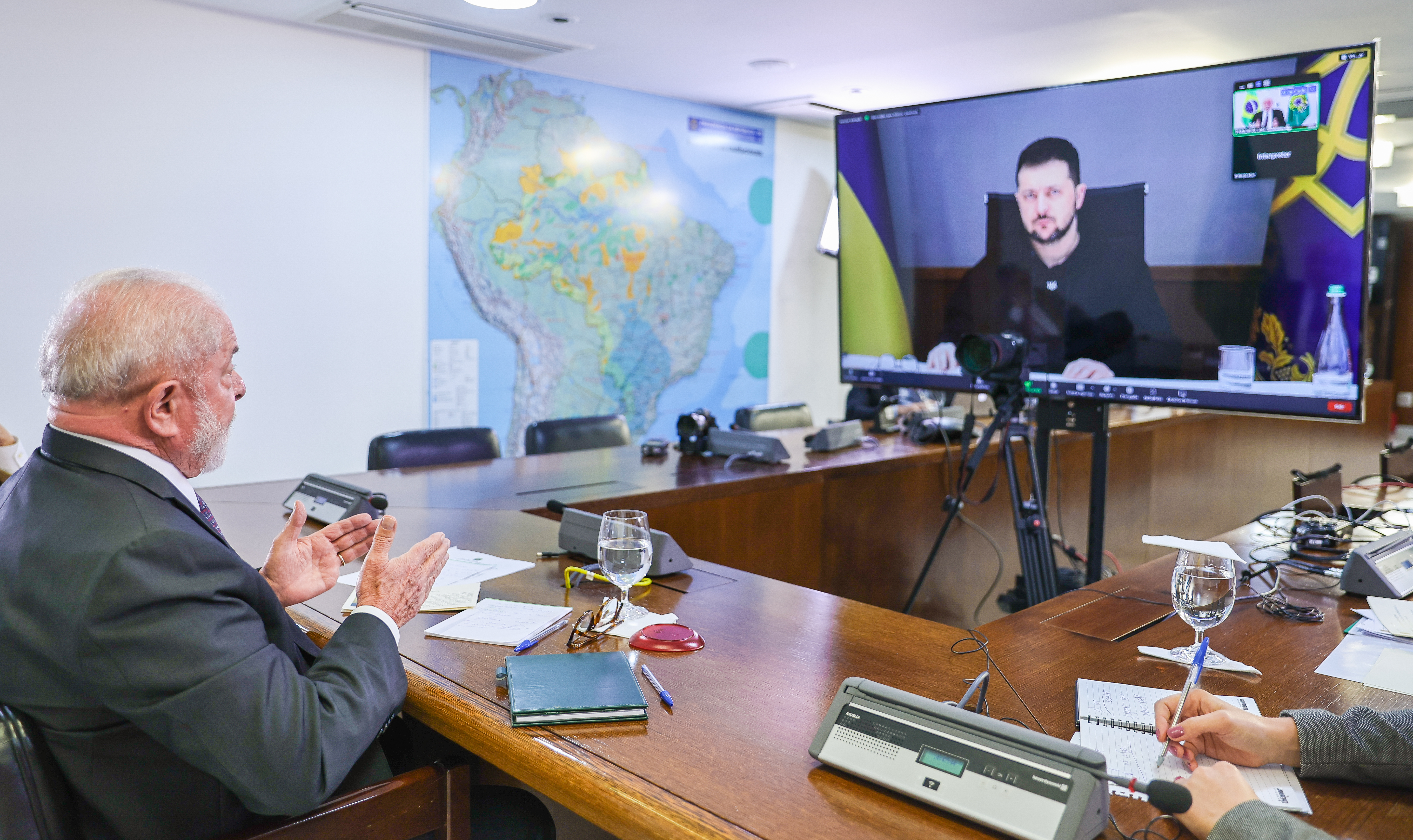
Lula s'entretenant par visioconférence avec le président de l'Ukraine, Volodymyr Zelensky (Brasilia, 2 mars 2023).

Réputé proche de Vladimir Poutine, avec qui il partage des intérêts économiques et une méfiance envers les États-Unis, il tient des propos polémiques concernant le président de l'Ukraine, Volodymyr Zelensky, déclarant que « ce type est aussi responsable de la guerre que Poutine », l'accusant même de faire du cinéma et de refuser de négocier,. En janvier 2023, estimant « qu'il ne vaut pas la peine de provoquer les Russes », il refuse la demande allemande d'envoyer des armes à Kiev,. À l'intention des États-Unis et de l'UE, il déclare : « Vous auriez dû dire tout de suite : « L'Ukraine n'entrera pas dans l'OTAN ». Il n'y aurait pas eu la guerre. » En avril 2023, le président brésilien prend à nouveau position en affirmant que Zelensky « ne peut pas tout vouloir » ; il demande alors à l’Ukraine de renoncer à la reconquête de la Crimée afin de mettre fin à la guerre,. En février 2024, il refuse d’imputer la mort de l’opposant russe Alexeï Navalny au régime de Vladimir Poutine.
En mai 2023, Lula met fin à l'ostracisme contre le régime vénézuélien de Nicolás Maduro, qu'il reçoit à Brasilia, une première en huit ans. Il propose même l'intégration du Venezuela aux BRICS, une suggestion qui suscite la polémique alors que ce pays est sous embargo américain.
Invité au sommet de l’Union africaine à Addis-Abeba (Éthiopie) le 17 février 2024, il déclenche une crise diplomatique en accusant Israël de commettre un « génocide » des Palestiniens dans la bande de Gaza. Le président brésilien compare l’action en cours de l’État hébreu dans la bande de Gaza à celle d’Hitler avec les Juifs pendant la Seconde Guerre mondiale. Le Premier ministre israélien, Benyamin Netanyahou, estime que les propos de Lula « sont honteux et graves » et, en représailles, le ministre israélien des Affaires étrangères, Israël Katz, annonce que Lula est persona non grata en Israël. Le président colombien, Gustavo Petro, se dit solidaire des propos de son homologue brésilien et accuse à son tour  Israël de commettre un « génocide ».

#### Possible candidature à l'élection présidentielle de 2026
Après avoir affirmé durant la campagne présidentielle de 2022 qu'il n'entendait pas briguer un nouveau mandat en cas de victoire, estimant « que personne ne pouvait prétendre être réélu à 81 ans », il change d'avis en février 2023 : il indique qu'il ne ferme pas la porte à cette possibilité s'il est en bonne santé. En cas de nouvelle réélection, il aurait 85 ans à la fin d'un quatrième mandat.

## Prises de position

### Économie et social
Luiz Inácio Lula da Silva s'oppose en 2022 à la privatisation de l'entreprise publique d'électricité Eletrobras.

### Environnement
Lula da Silva se positionne clairement comme un opposant à la déforestation en Amazonie. Depuis son retour à la présidence du Brésil en 2023, il a pris plusieurs mesures concrètes pour renforcer la protection de la forêt amazonienne, notamment avec le lancement du « Plan Amazone : sécurité et souveraineté », doté d’un budget important et visant à lutter contre les organisations criminelles responsables de la déforestation,.

### Sujets sociétaux
Il défend la légalisation de l'avortement, très restreint au Brésil, ce qui suscite la polémique,. Il critique ainsi une certaine « idée de la famille » portée par les institutions brésiliennes selon laquelle « l'autorisation d'un homme » est nécessaire avant toute intervention et une législation inégalitaire au préjudice principalement des classes populaires : « Ici, au Brésil, des femmes pauvres meurent en tentant d'avorter quand la dame peut avorter à Paris ou à Berlin ». Cette position est critiquée par les milieux évangéliques et d'extrême droite.
Concernant les droits des peuples indigènes du Brésil, « Lula a évoqué l'existence d'une dette historique de l'État brésilien envers les communautés indigènes et autochtones et [souhaite] reprendre le long travail de légalisation des territoires indigènes amazoniens », souligne Christophe Ventura, directeur de recherche à l’Iris chargé du programme Amérique latine. « Cela signifie qu'à chaque fois qu'un territoire est légalisé ou redonné à des communautés indigènes, ces territoires deviennent une zone protégée, soustraite à toutes formes de déforestation légale ou illégale ».
Lors de sa première présidence, il se déclare favorable à la légalisation du mariage entre personnes de même sexe.
Cherchant à mobiliser le vote des évangéliques durant la campagne présidentielle de 2022, il revient sur la nécessité de dépénaliser l’avortement, et affirme dans une lettre ouverte publiée à quelques jours du second tour : « Notre programme de gouvernement s’engage à respecter la vie dans toutes ses étapes. […] Je suis personnellement contre l’avortement ». Durant cette campagne, il est également accusé de transphobie par l'hebodomadaire conservateur  Gazeta do Povo après qu'il eut critiqué les « fakes news » produites par le camp pro-Bolsonaro, qui l'accuse notamment de vouloir propager l'homosexualité chez les enfants. Les associations LGBT lui apportent cependant leur soutien.

### Politique étrangère

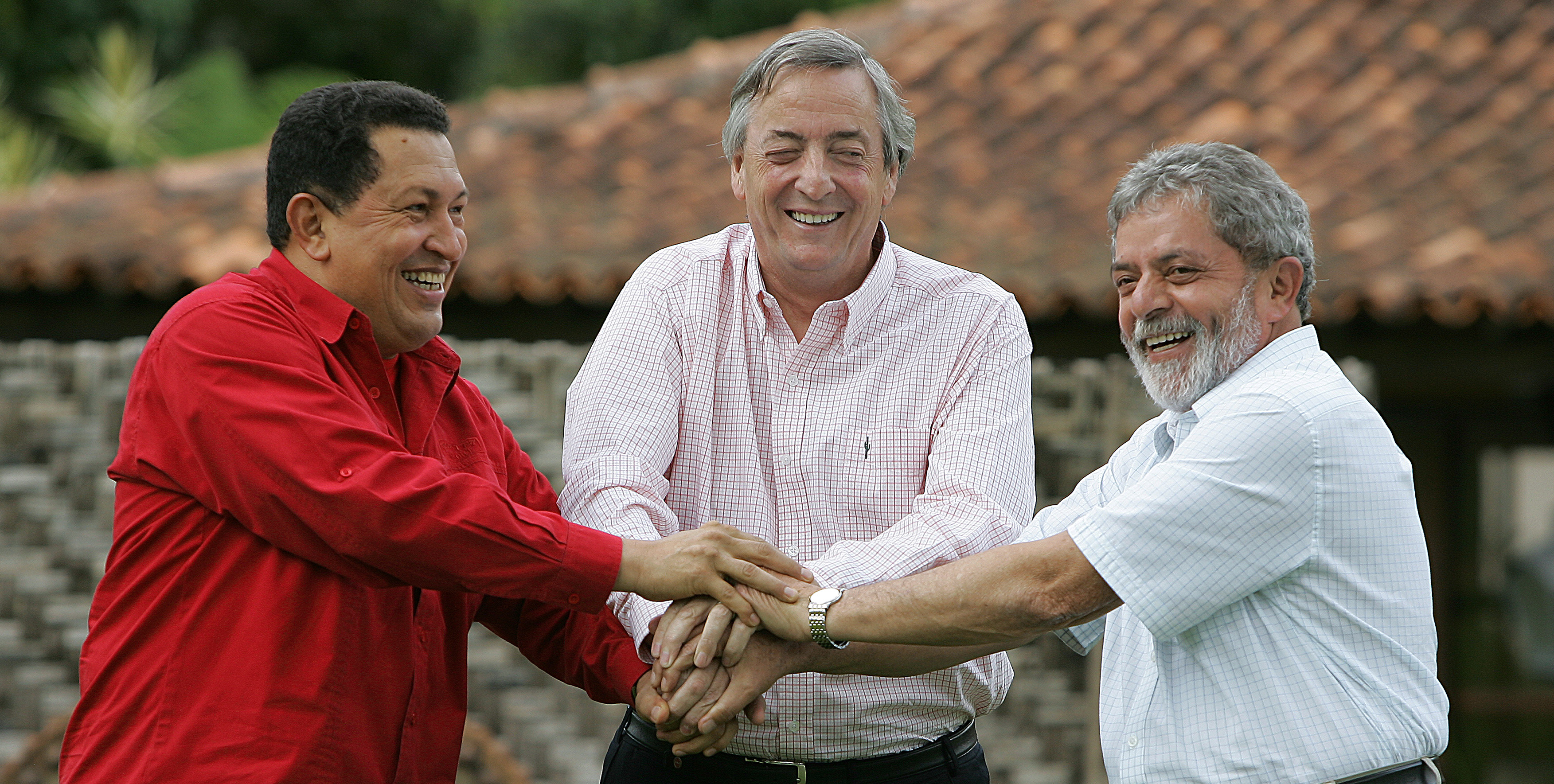
Luiz Inácio Lula da Silva avec Hugo Chávez et Néstor Kirchner (2006).

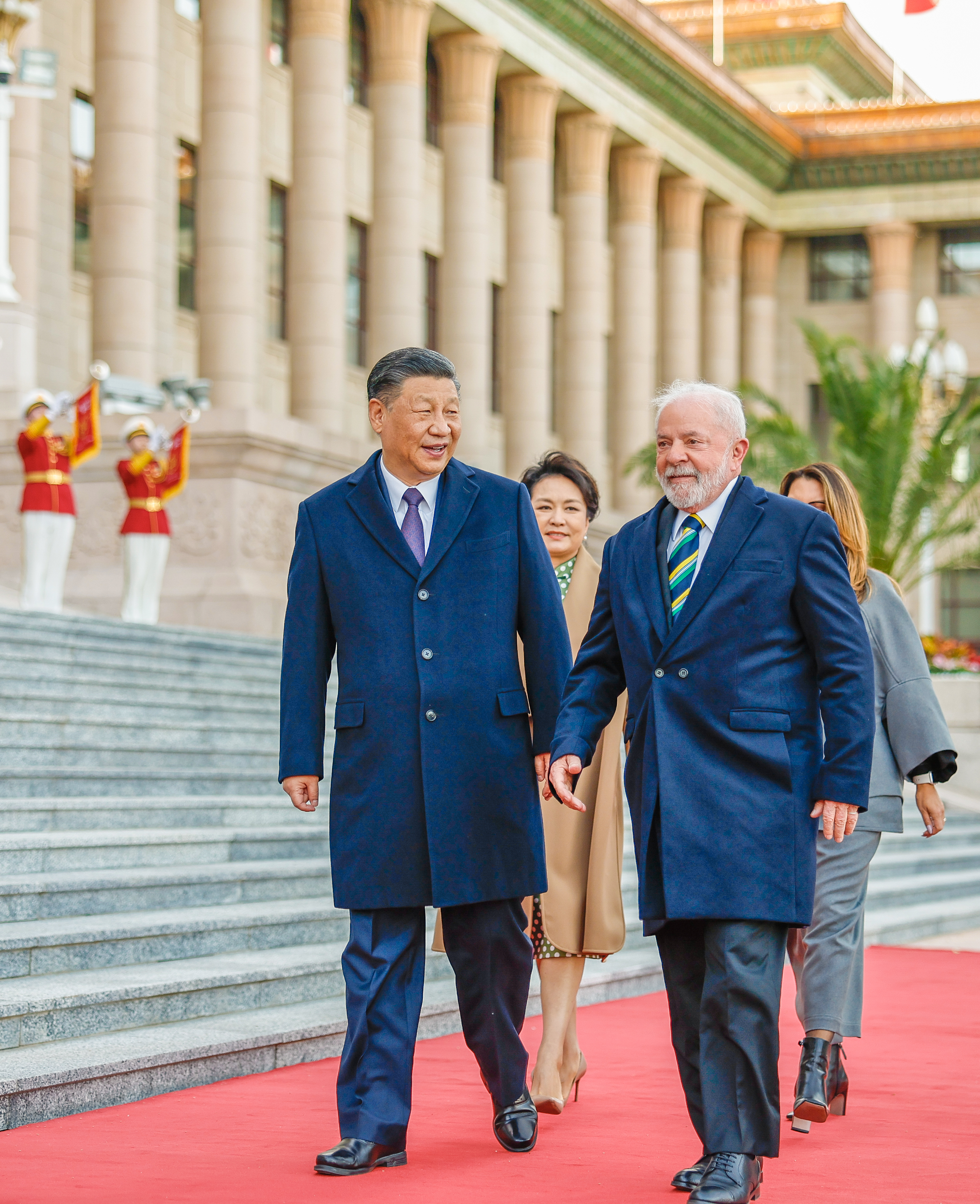
Lula avec le président de la république populaire de Chine, Xi Jinping, et leurs épouses, en 2023.

Lula affiche un anti-impérialisme, un antiaméricanisme et un tiers-mondisme répandus dans les mouvements de gauche en Amérique latine,.
Lula s'oppose également aux dirigeants occidentaux en refusant de signer une déclaration de l'ONU qui dénonce des violations des droits de l'homme au Nicaragua et en permettant à deux navires de guerre iraniens d'accoster au Brésil. Par ailleurs, en pleine guerre entre la Russie et l'Ukraine, il appelle les BRICS (Brésil, Russie, Inde, Chine et Afrique du Sud) à substituer au dollar une autre monnaie pour le commerce international.
Lors de l'élection présidentielle française de 2022, il apporte son soutien à la candidature de Jean-Luc Mélenchon.

## Distinctions

### Prix
En 2003, il reçoit le prix Princesse des Asturies de la coopération internationale, et en 2006, il reçoit le prix de l'« Homme d'État de l'année ». En 2007, il reçoit le prix Lech-Wałęsa « pour avoir fait des efforts pour réduire les inégalités sociales, et avoir été l'avocat d'une compréhension pacifique et d'un partenariat entre les nations, en particulier en renforçant la position des pays en développement dans le concert des nations. ». En 2008, il a reçu le UNESCO 'Félix Houphouët-Boigny Peace Prize'. Il est également récipiendaire de la médaille Grand Vermeil de la Ville de Paris et lauréat du prix « Mondial UIT des télécommunications et de la société de l’information ». En 2012, il a reçu le Prix des quatre libertés de Roosevelt.

### Docteurhonoris causa
Plusieurs universités lui ont décerné un doctorat honoris causa, dont :
- Université Paris-VIII-Vincennes-Saint-Denis (France) ;
- Sciences Po Paris (France)[168] ;
- Université de Coimbra (Portugal) ;
- Université pontificale de Salamanque (Espagne) ;
- Université nationale de Rosario (Argentine).

## Décorations

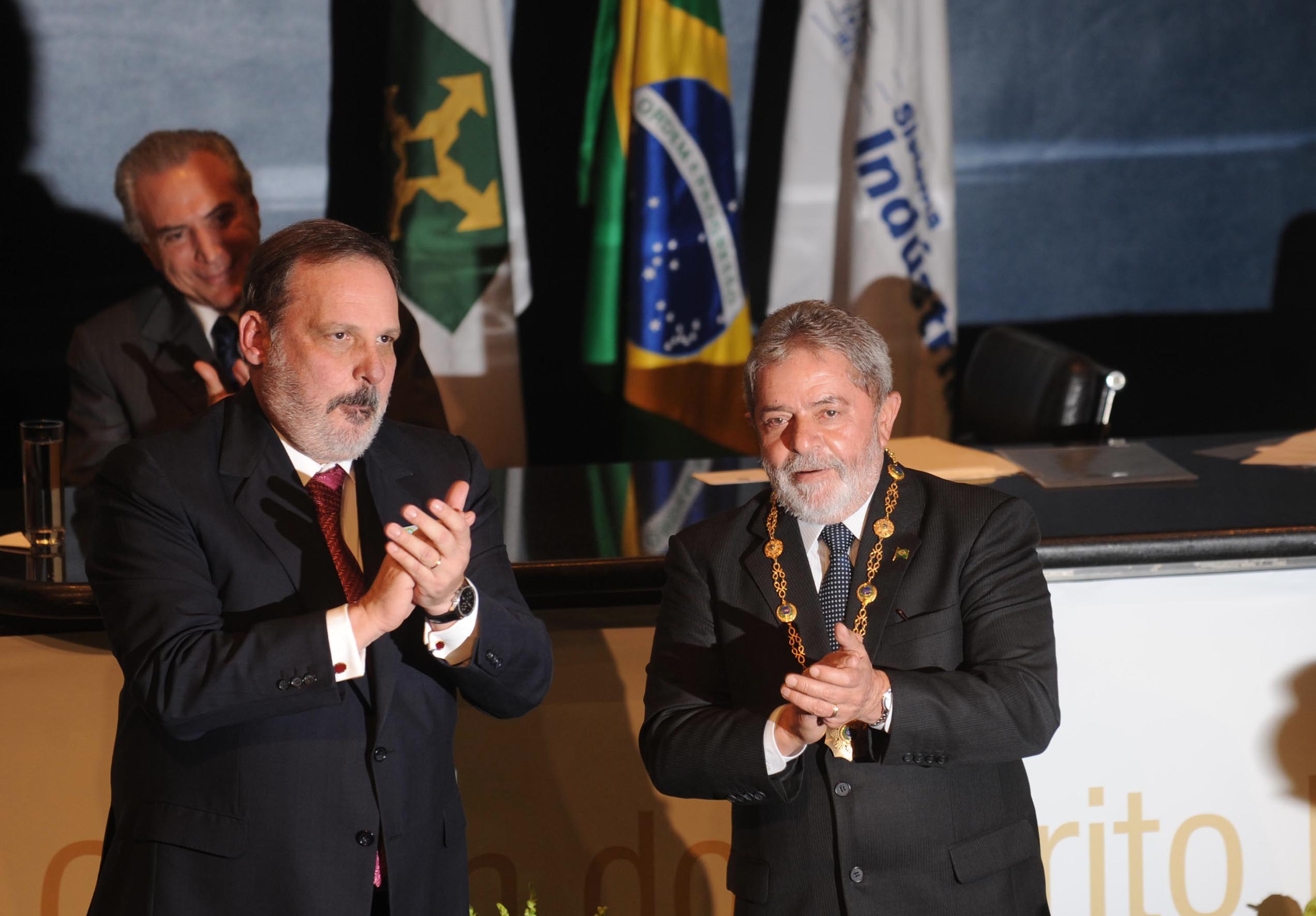
Luiz Inácio Lula da Silva décoré des insignes du collier de l'Ordre brésilien du Mérite (2009).

### Décorations brésiliennes
- Grand collier et grand-croix de l'Ordre national de la Croix du Sud, de droit en qualité de grand maître de l'ordre.
- Grand collier de l'Ordre de Rio Branco, de droit en qualité de grand maître de l'ordre.
- Grand collier de l'Ordre brésilien du Mérite (en), de droit en qualité de grand maître de l'ordre.
- Grand-croix de l'Ordre brésilien du Mérite militaire (en), de droit en qualité de grand maître de l'ordre.
- Grand-croix de l'Ordre du mérite judiciaire militaire, de droit en qualité de grand maître de l'ordre.
- Grand-croix de l'Ordre brésilien du Mérite naval (en), de droit en qualité de grand maître de l'ordre.
- Grand-croix de l'Ordre du Mérite aéronautique, de droit en qualité de grand maître de l'ordre.

### Décorations étrangères

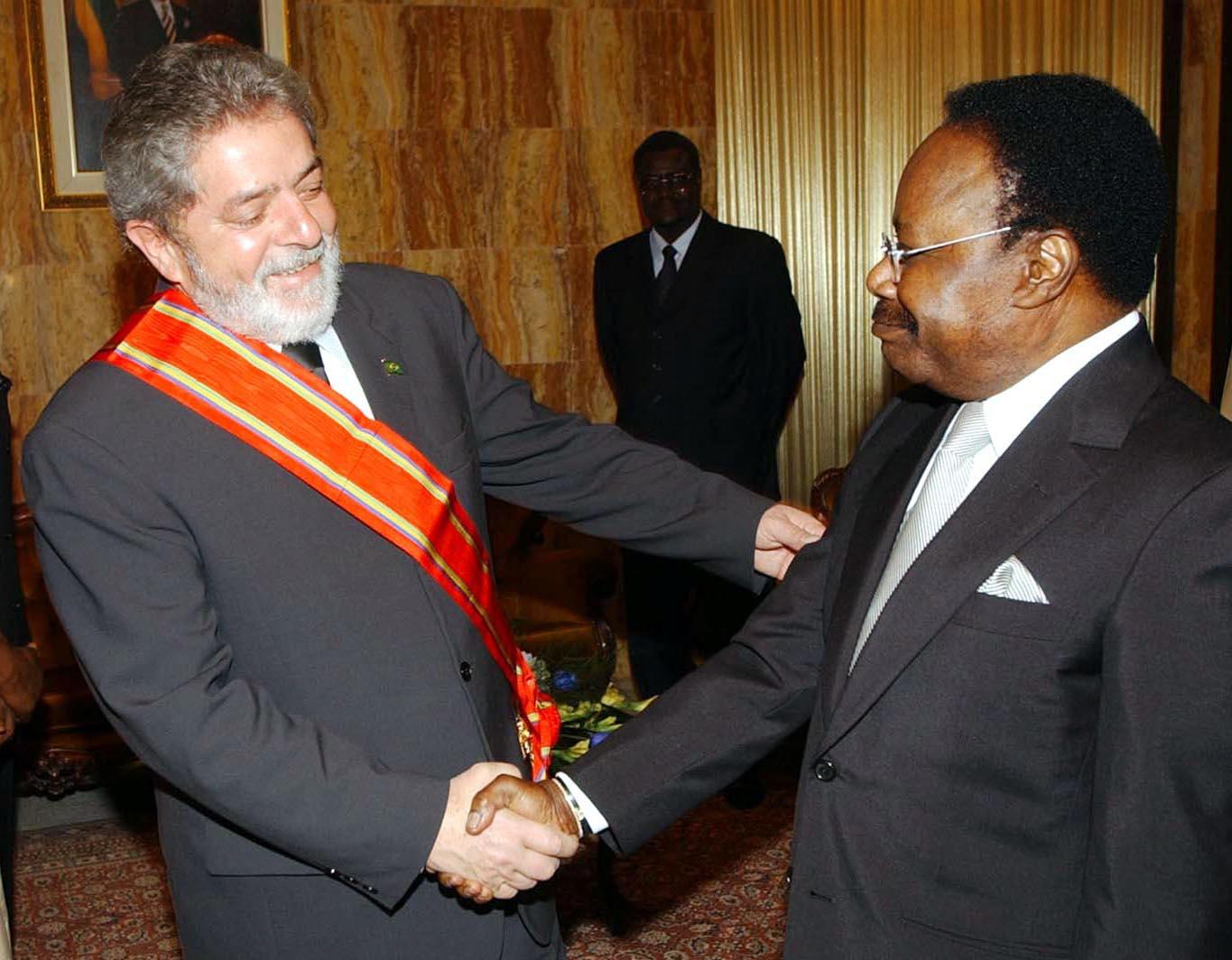
Luiz Inácio Lula da Silva décoré par Omar Bongo des insignes du grand-croix de l’Ordre de l’Étoile Équatoriale (2004).

- Collier de l’Ordre du Mérite national (7 février 2006)  Algérie
- Compagnon de l'Ordre de O. R. Tambo (en) (2011)  Afrique du Sud
- Collier de l'Ordre du roi Abdelaziz (2009)  Arabie saoudite
- Grand-croix de l'ordre national du Bénin  Bénin
- Première classe de l’Ordre d’Amílcar Cabral (2004)  Cap-Vert
- Grand-croix de l’Ordre de Boyacá (2005)  Colombie
- Médaille de l'Ordre de Carlos Manuel de Cespedes (20 décembre 2019)  Cuba
- Chevalier de l’Ordre de l’Éléphant (12 septembre 2007)  Danemark
- Collier de l’ordre national de San Lorenzo (6 juin 2013)  Équateur
- Collier de l’Ordre d'Isabelle la Catholique (2003)  Espagne
- Grand-croix de l’Ordre de l'Étoile équatoriale (2004)  Gabon
- Compagnon de l'Ordre de l'Étoile du Ghana (2005)  Ghana
- Médaille d'Amílcar Cabral (2010)  Guinée-Bissau
- Grand cordon de l’Ordre d'Excellence du Guyana (25 novembre 2010)  Guyana
- Grand cordon de l'Ordre du Chrysanthème (18 mars 2025)  Japan
- Collier de l'Ordre de l'Aigle aztèque (2007)  Mexique
- Grand-croix de l’Ordre de Saint-Olav (13 septembre 2007)  Norvège
- Grand-croix de l'ordre royal norvégien du Mérite (2003)  Norvège
- Grand Collier de l'État de Palestine (2010)  Palestine
- Collier de l'Ordre d’Omar Torrijos Herrera (10 août 2007)  Panama
- Collier de l’Ordre du Soleil (2003)  Pérou
- Collier de l'Ordre de Camões (en) (22 avril 2023)  Portugal
- Grand-croix de l’Ordre de la Tour et de l’Épée (5 mars 2008)  Portugal
- Collier de l’Ordre de la Liberté (23 juillet 2003)  Portugal
- Chevalier de l'ordre des Séraphins (2007)  Suède
- Première classe de l’Ordre des Omeyyades (2010)  Syrie
- Chevalier Grand-Croix de l’Ordre du Bain (2006)  Royaume-Uni
- Première classe de l'Ordre du Prince Iaroslav le Sage (2003)  Ukraine
- Médaille de l'Ordre de la Liberté (2009)  Ukraine
- Grand-commandeur avec collier de l'Ordre de l'Aigle de Zambie (2010)  Zambie